# Neolitic

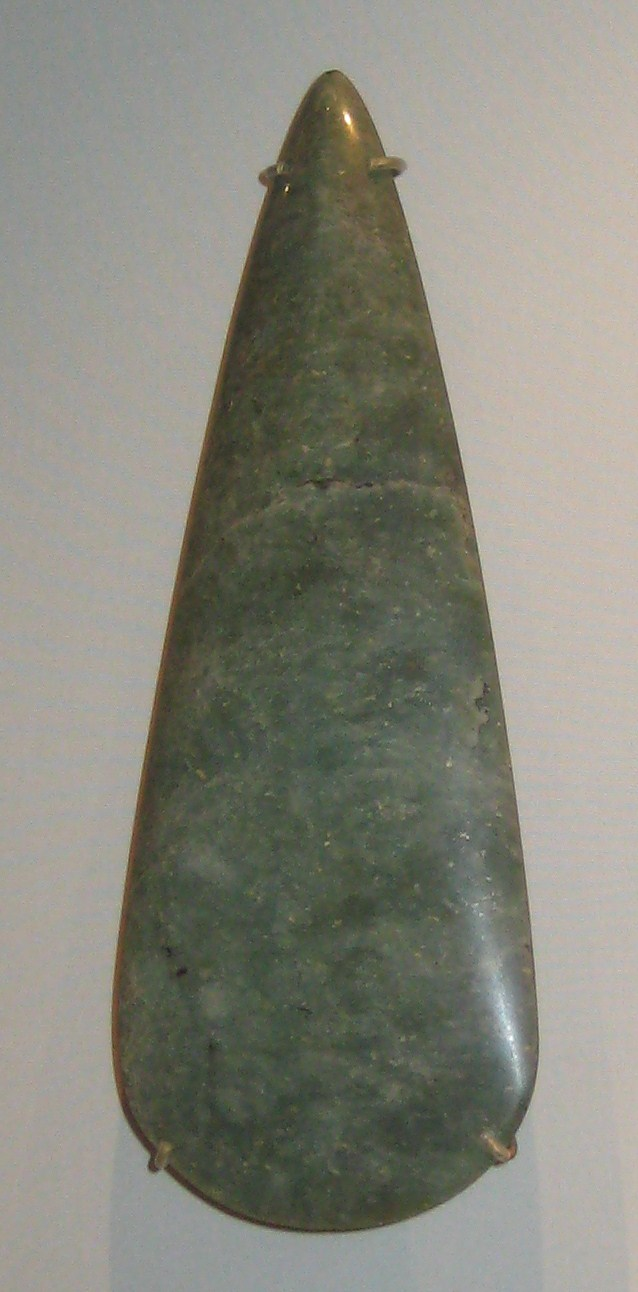
Taisul de jadeit al unui topor neolitic de la British Museum

Neoliticul (din limba greacă neos, „nou”  și lithos, „piatră”, sau noua epocă de piatră) este o perioadă din istoria omenirii, fiind ultima perioadă a epocii de piatră. Termenul a fost inventat în 1865 de istoricul John Lubbock. Neoliticul este penultima epocă a preistoriei și cea mai scurtă, ea a urmat după mezolitic și a precedat epoca metalelor, caracterizată prin folosirea uneltelor de piatră lustruită și metalurgiei primitive a cuprului, prin apariția agriculturii primitive, a creșterii vitelor și a olăriei.
Epoca neolitică urmează pleistocenul final epipaleoliticul și holocenul timpuriu, mezoliticul. Neoliticul începe o dată cu practicarea agriculturii și se încheie o dată cu apariția metalurgiei specializate a cuprului în epoca cuprului sau eneolitic (chalcolithic). Termenul de neolitic nu se referă la o perioadă cronologică strictă, însă include o serie de manifestări economice comune, cum ar fi: uneltele din piatră lustruită;  practicarea agriculturii și domesticirea animalelor. Unii specialiști au înlocuit termenul de neolitic cu termenul mai descriptiv de comunități sătești timpurii (în engleză: Early Village Communities), însă termenul nu a fost larg acceptat.
Neoliticul ("nouă epocă de piatră") este ultima perioadă a epocii de piatră, care a început acum 12 000 de ani  (anii 10 000 î.e.n.) când s-a dezvoltat agricultură în Orientul Apropiat din perioada epipaleoliticului. Perioada se încheie o dată cu apariția metalurgiei specializate a cuprului în epoca cuprului sau eneolitic (chalcolithic) acum 6500 ani (anii 4500 î.e.n.), ceea ce a dus la Epoca Bronzului și Epoca Fierului. În nordul Europei, Neoliticul a durat până în anul 1700 î.e.n, iar în China până în anul 1200 î.e.n. Alte regiuni ale lumii, ca America de Nord și America de Sud, au rămas în neolitic până la contactul cu europenii. 
Neoliticul a presupus progresul comportamentului, schimbărilor și caracteristicilor culturale, incluzând cultivarea cerealelor și domesticirea animalelor. 
Termenul de neolitic derivă din limba greacă "neos" (nou)  și "lithos" (piatră), termenul fiind atribuit acestei perioade de către Sir John Lubbock în anul 1865 când a divizat epoca de piatră în trei perioade.

## Originea

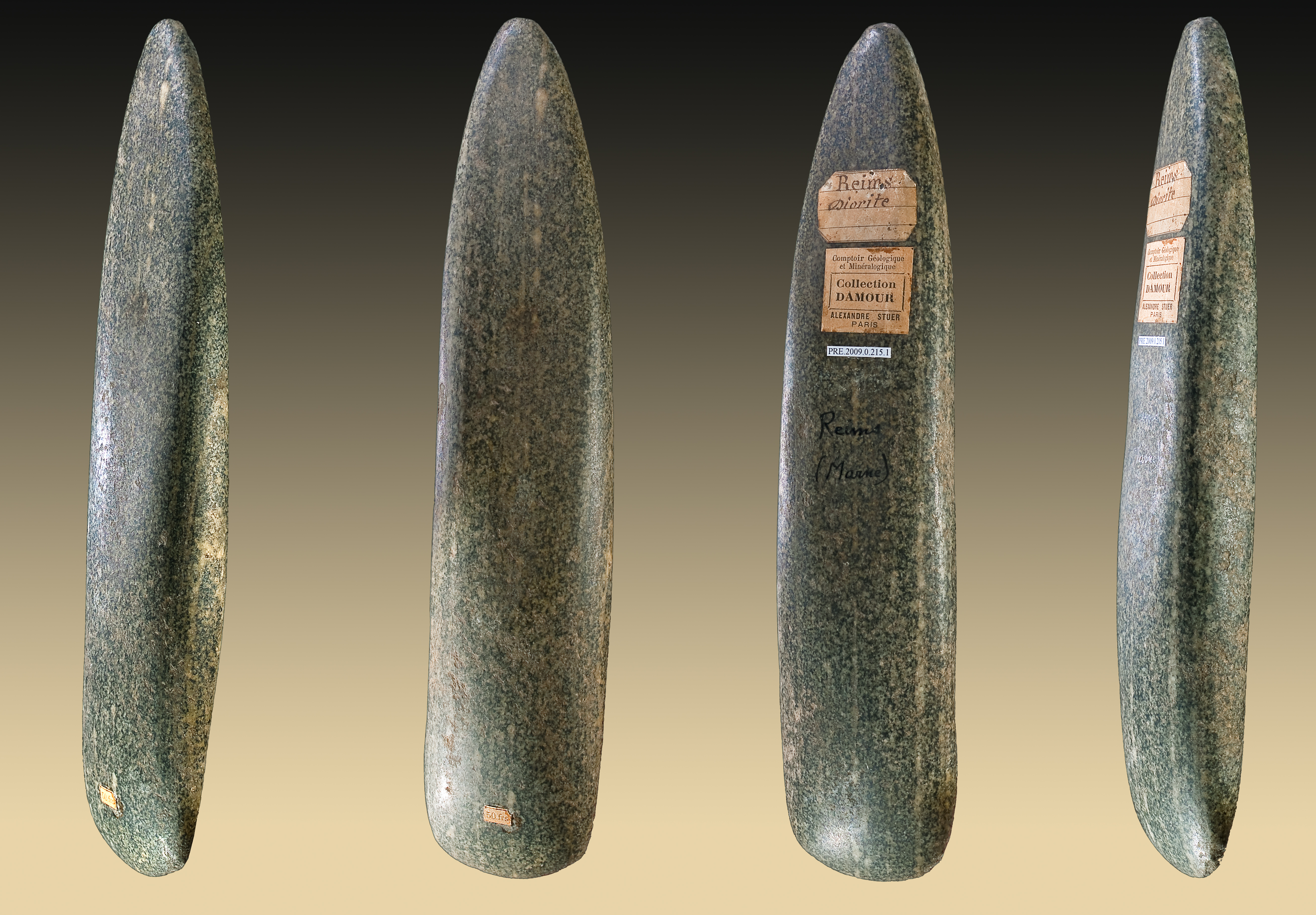
Pietre lustruite pentru topoare neolitice

Urmărind cronologia ASPRO, Neoliticul a început în anul 10 200 i.e.n. în Orientul Apropiat, odată cu apariția culturii Natufiene, când oamenii au început să cultive cerealele și își făcea apariția agricultura timpurie.  Perioada Natufiană sau pre-neolitică a durat din anul 12 500 i.e.n. până în anul 9500 i.e.n. Simultan a fost Neoliticul pre-ceramic din anii 10 200- 8800 i.e.n.  Natufienii au devenit dependenți de dieta constituită din cerealele sălbatice. Aceștia au avut un stil de viață sedentar datorită  încălzirii climatice  ce i-au forțat pe oameni să se apuce de agricultură. 
Din anii 10 200-8800 i.e.n. s-au constituit primele comunități agricole în Orientul Apropiat și s-au extins în Asia Mică, Africa de Nord și nordul Mesopotamiei. Mesopotamia a devenit centrul Revoluției Neolitice din anul 10 000 i.e.n.
Agricultura din Neoliticul timpuriu a fost limitată la cultivarea plantelor sălbatice sau domesticite, incluzând grâu de einkorn, mei și alac. Câinii, oile și caprele au fost domesticite.  
Din anii 6900-6400 i.e.n. au fost domesticiți porcii și vacile, fiind stabilite așezări permanente sau sezoniere.  În Japonia și alte culturi est-asiatice erau fabricate primele obiecte din ceramică înainte să se dezvolte agricultura. 

## Periodizarea neoliticului după fazele dezvoltării ceramicii
În Orientul Mijlociu, culturile sunt identificate ca fiind neolitice după mileniul al 10-lea i.e.n. Dezvoltarea timpurie a avut loc în Orientul Apropiat. Culturi neolitice sunt atestate în sud-estul Anatoliei și nordul Mesopotamiei în anul 8000 i.en.
În Beifudi, sit-ul arheologic de lângă Yixian, provincia Hebei, China, sunt relicve contemporane cu culturile Cishan și Xinglongwa din anii 6000-5000 i.e.n., culturi neolitice din munții Taihang.

### Neoliticul aceramic (eng:Pre-Pottery Neolithic (PPN))
Epoca este sub-împărțită de arheologi în 3 faze: A, B și C

#### Faza 1-a: neoliticul aceramic A (eng:Pre-Pottery Neolithic A (PPNA))
Neoliticul aceramic A a început în jurul anului 9500 î.e.n. în Levant, când un templu, Göbekli Tepe, a fost construit în sud-estul Turciei. Regiunea era populată de triburi de vânători-culegători din cauza absenței de dovezi care să ateste locuințe permanente. Templul ar putea fi cel mai vechi lăcaș religios construit de mâna omului. Șapte blocuri de piatră, acoperind o suprafață de 10 hectare, cuprind coloane de granit cu figuri de animale, insecte și păsări gravate.  S-au folosit unelte de piatră pentru ca coloanele să fie cioplite și transportate de sute de oameni, servind ca suport pentru acoperiș. 
Alte situri arheologice sunt la Tell es-Sultan, Ierihonul antic, Israel- Ain Mallaha, Nahal Oren, Kfar HaHoresh,  Gilgal din Valea Iordanului, și Byblos din Liban.  
Principalul avans în Neoliticul aceramic a fost practicarea agriculturii. În culturile natufiene pre-neolitice, cerealele sălbatice erau culese, iar semințele au fost selectate și replantate. Grâul era zdrobit pentru a obține făină din care se preparau  pâini. Grâul emmer a fost domesticit și cultivat. De asemenea, caprele și oile au fost domesticite, iar reproducerea lor era supusă pentru prima oară unei selecții artificiale întocmite de oameni. 
În 2006 s-au descoperit smochine într-o casă din Ierihon care datează din anul 9400 î.e.n. Smochinele erau de o varietate mutantă care nu puteau fi polenizate de insecte. Dovada sugerează că smochinele au fost primele fructe selectate cultivate și au marchat inventarea tehnologiei agriculturii, cu câteva secole înainte de cultivarea grâului. 
Așezările au devenit permanente, cu locuințe circulare, cu o singură camera, făcute din cărămizi de noroi și înconjurate de garduri de protecție față de inundații sau pentru a preveni animalele să între.  S-au găsit indicii care arată că grâul și carnea erau depozitate în aceste locuințe. 

#### Faza  2-a: neoliticul aceramic B (eng:Pre-Pottery Neolithic B (PPNB))
Neoliticul aceramic B a debutat în anul 8800 î.e.n. în Orientul Apropiat, în Ierihon. O așezare populată cândva de 3000 de locuitori a fost descoperită în Amman, Iordania, fiind cea mai străveche așezare largă din orientul apropiat, denumită Ain Ghazal, care a fost locuită din anul 7250 î.e.n. până în 5000 î.e.n. 
Așezările erau rectangulare, locuințele erau construite din cărămizi de noroi, familiile trăiau într-o singură cameră sau camere multiple. S-au găsit evidențe ale practicării cultului funerar, precum și gropi funerare cu craniile morților bine conservate cu noroi pentru a le menține trăsăturile faciale. Restul trupului era lăsat separat să putrezească până rămâneau doar oasele din el, iar apoi erau îngropate în interiorul așezării sub podeaua casei sau între locuințe. 

#### Faza a 3-a: neoliticul aceramic C (eng:Pre-Pottery Neolithic C (PPNC))
Dar lucrările la situl Ain Ghazal din Iordania au dezvăluit existența unei perioade ulterioare: neoliticul aceramic C. Arheologul Juris Zarins a propus pentru acest stil de viață, numele de Complex Pastoral Nomad Circum-Arab; el s-a dezvoltat în perioada de după criza climatică din 6200 î.Hr., parțial ca urmare a creșterii accentuate a domesticirii animalelor în culturile PPNB și parțial a unei fuziuni cu vânătorii-culegători harifieni din sudul Levantului; acest complex pastoral avea conexiuni afiliate cu cultura Fayyum și cea a Deșertul Estic din Egipt. Culturile care practicau acest stil de viață s-au răspândit pe malul Mării Roșii și s-au mutat la est de Siria până în sudul Irakului.

### Neoliticul ceramic (eng:Pottery Neolithic (PN))
Neoliticul ceramic (PN) sau neoliticul târziu (LN) a început în jurul anului 6.400 î.e.n. în Semiluna Fertilă, când au apărut culturi distincte, cu ceramică precum Halafian (Turcia, Siria, Mesopotamia de Nord) și Ubaid (Mesopotamia de Sud). Această perioadă a fost împărțită în două faze: Neolitic ceramic A (PNA (Pottery Neolithic A)) și  Neolitic ceramic B (PNB (Pottery Neolithic B) ). 

## După Neolitic
Epoca chalcolitică (numită și Epoca cuprului iar actualmente: Eneolitic) a început în anul 4500 î.e.n.  Ea este perioada din istoria omenirii când au început să fie folosite pentru prima oară unelte de metal, alături de cele deja consacrate, din piatră. 
Eneoliticul se situează între neolitic și epoca bronzului, dar se află în afara sistemului celor trei epoci. 
În această epocă, în arealul actualei Românii au inflorit culturile: Vinča, Cucuteni–Trypillia, Yamnaya, Corded Ware, Cernavodă, Decea Mureșului, Gornești, Gumelnița–Karanovo, Petrești, Coțofeni. 
Epoca bronzului a început în anul 3500 î.e.n. 

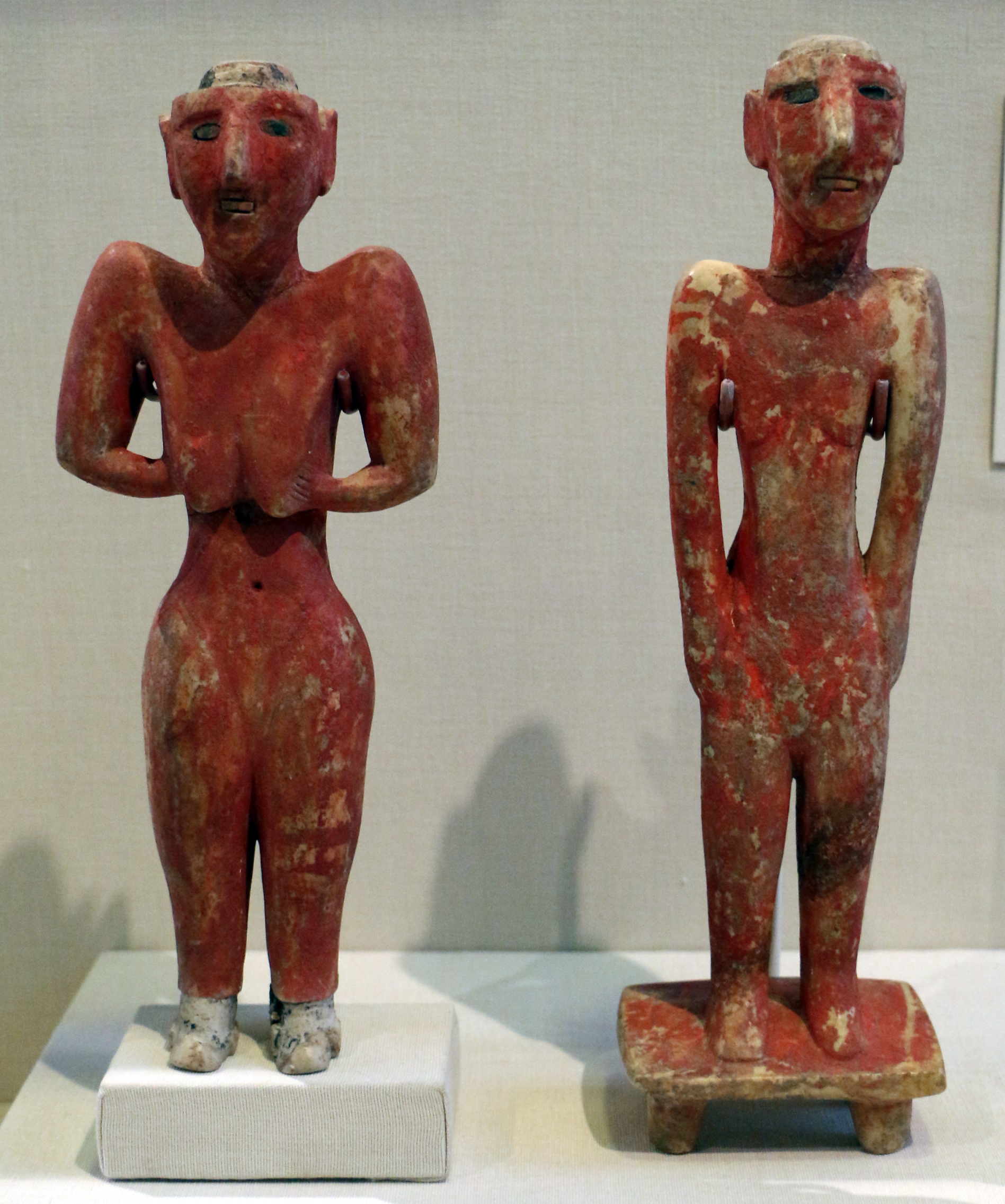
Figurine antropomorfe din ceramică (9000-7000 î.e.n.)
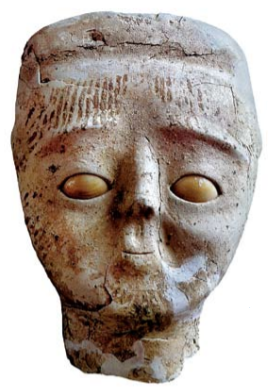
Statuii Anestrale din Ierihon
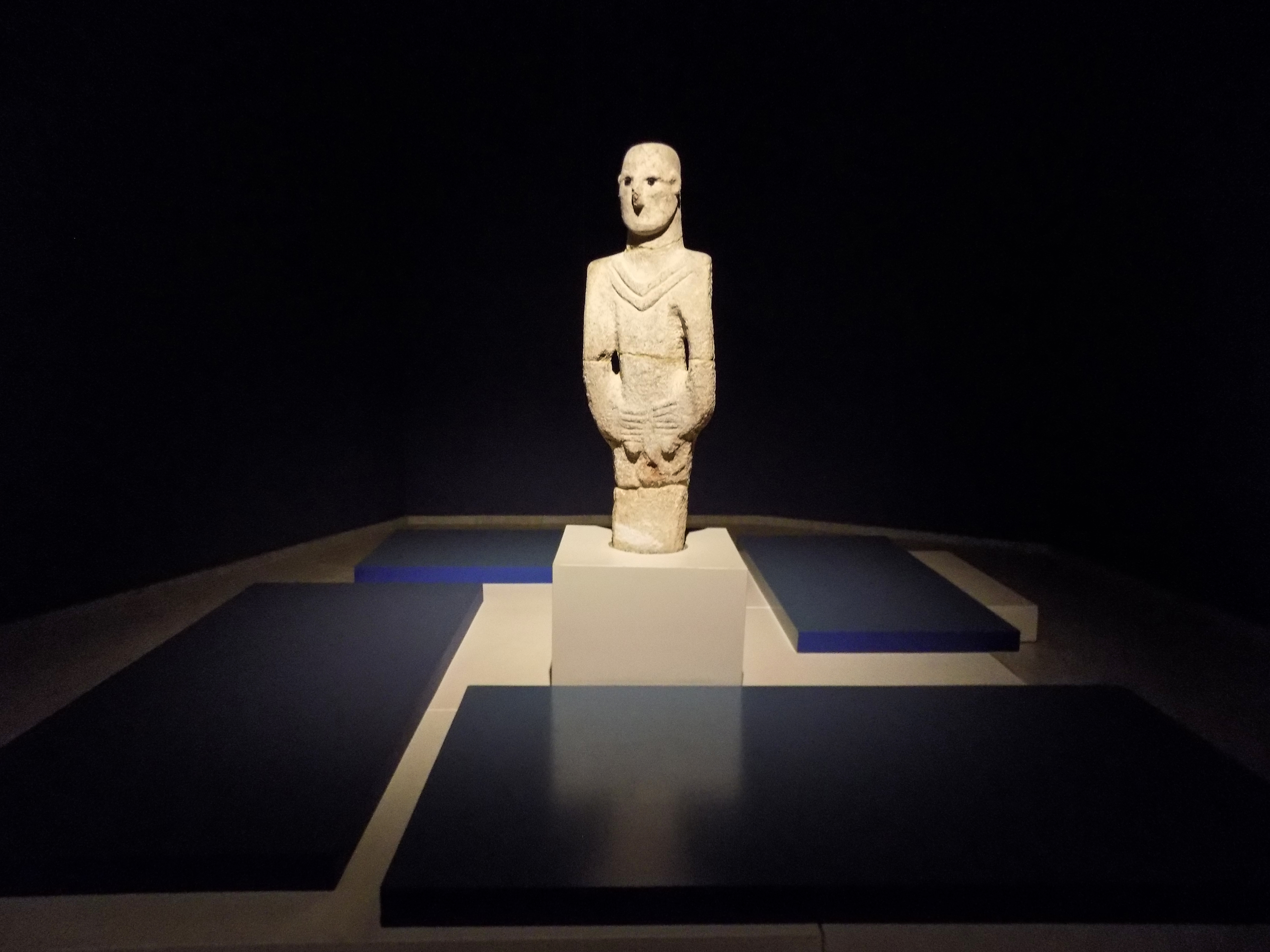
Urfa Adam - Omul din Urfa, datează din mileniul al 9-lea î.e.n.
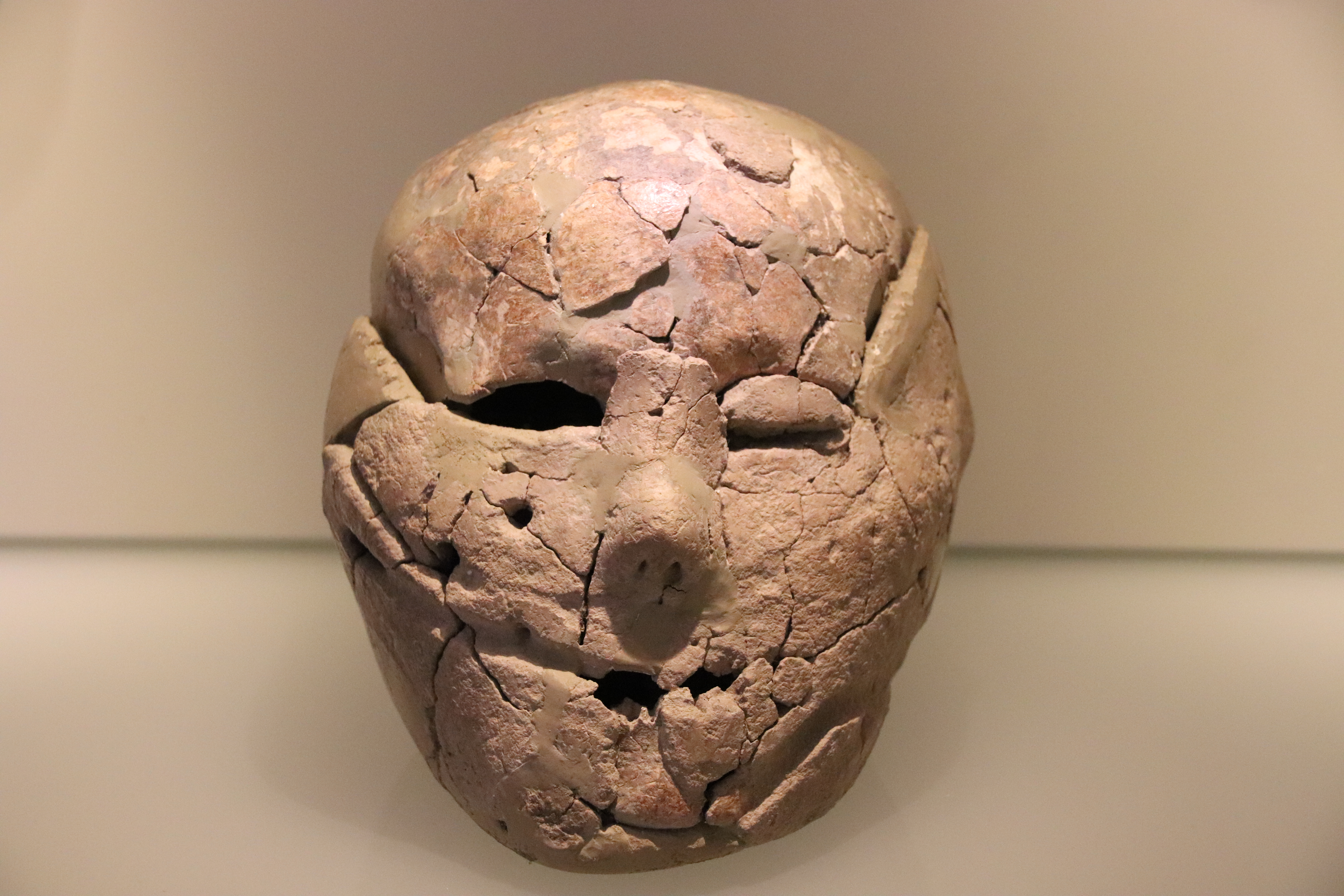
Craniu tencuit, c. 9000 î.e.n.
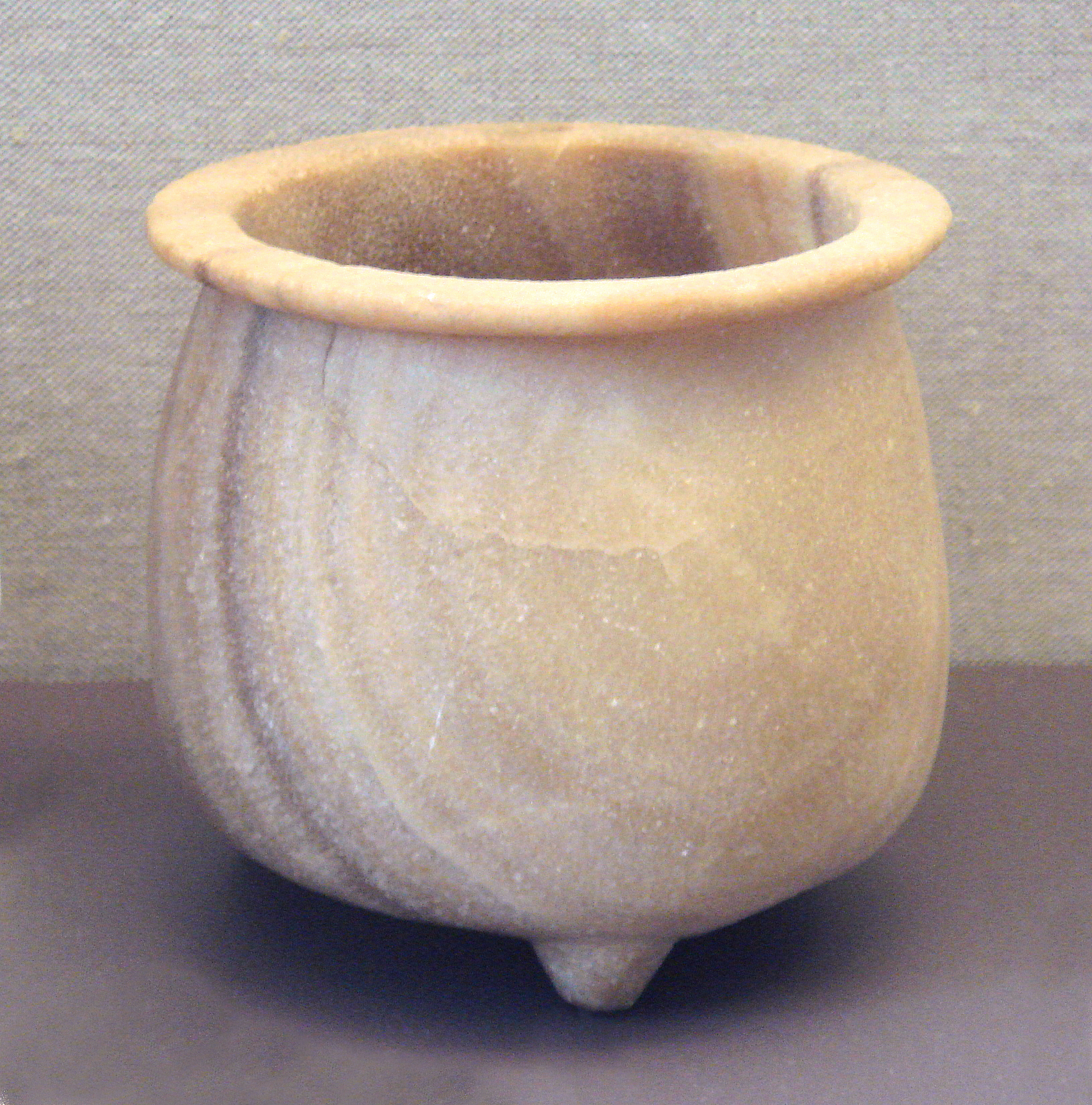
Vas tripod din calcit descoperit la Tell Buqras, 6000 î.e.n.
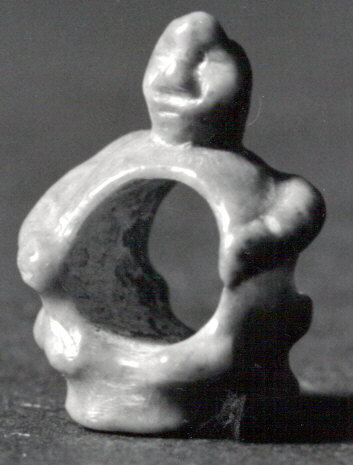
Ornament antropomorfic din piatră, 8000 î.e.n.
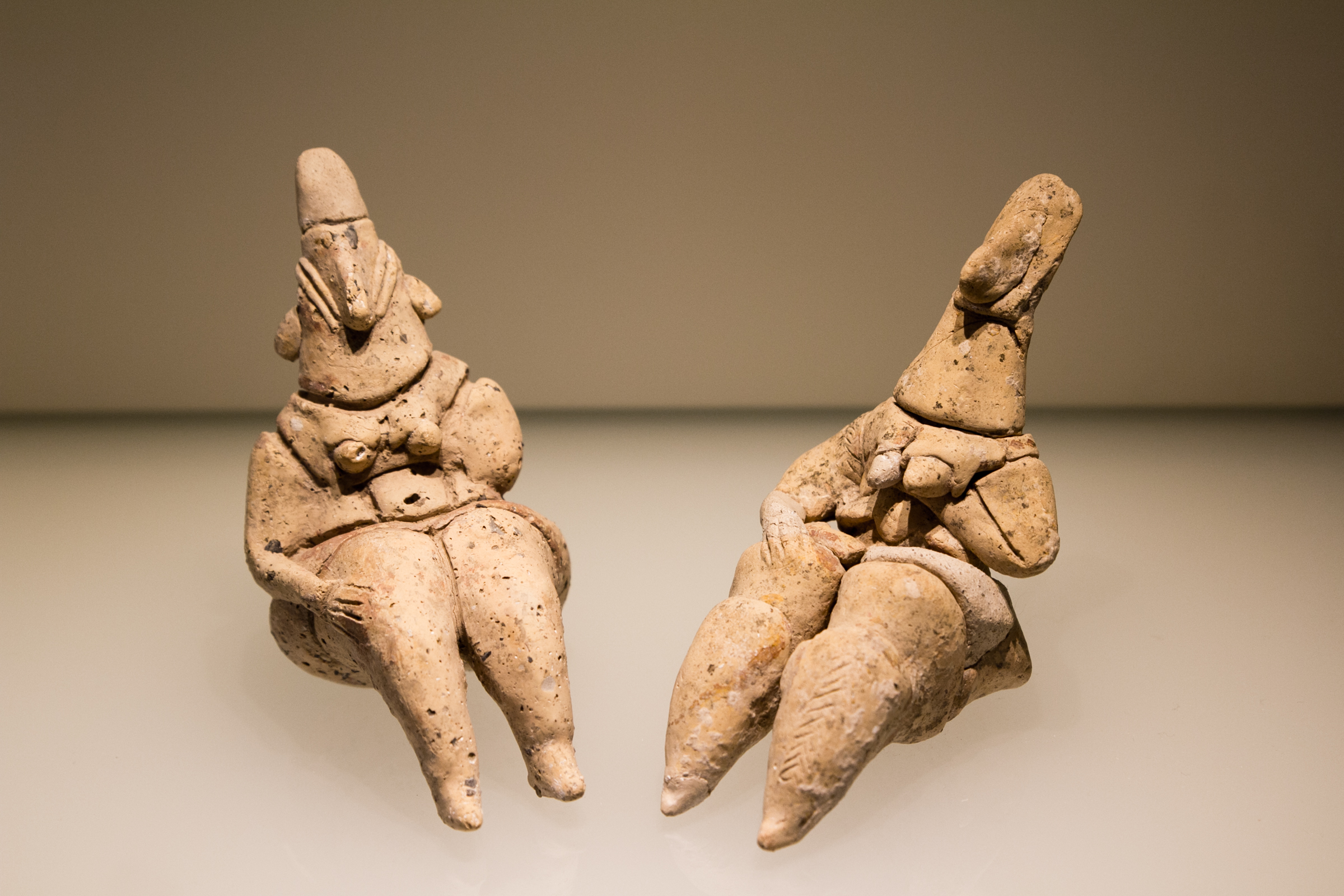
Figurine ce aparțin culturii Yarmoukian din Orientul Apropiat
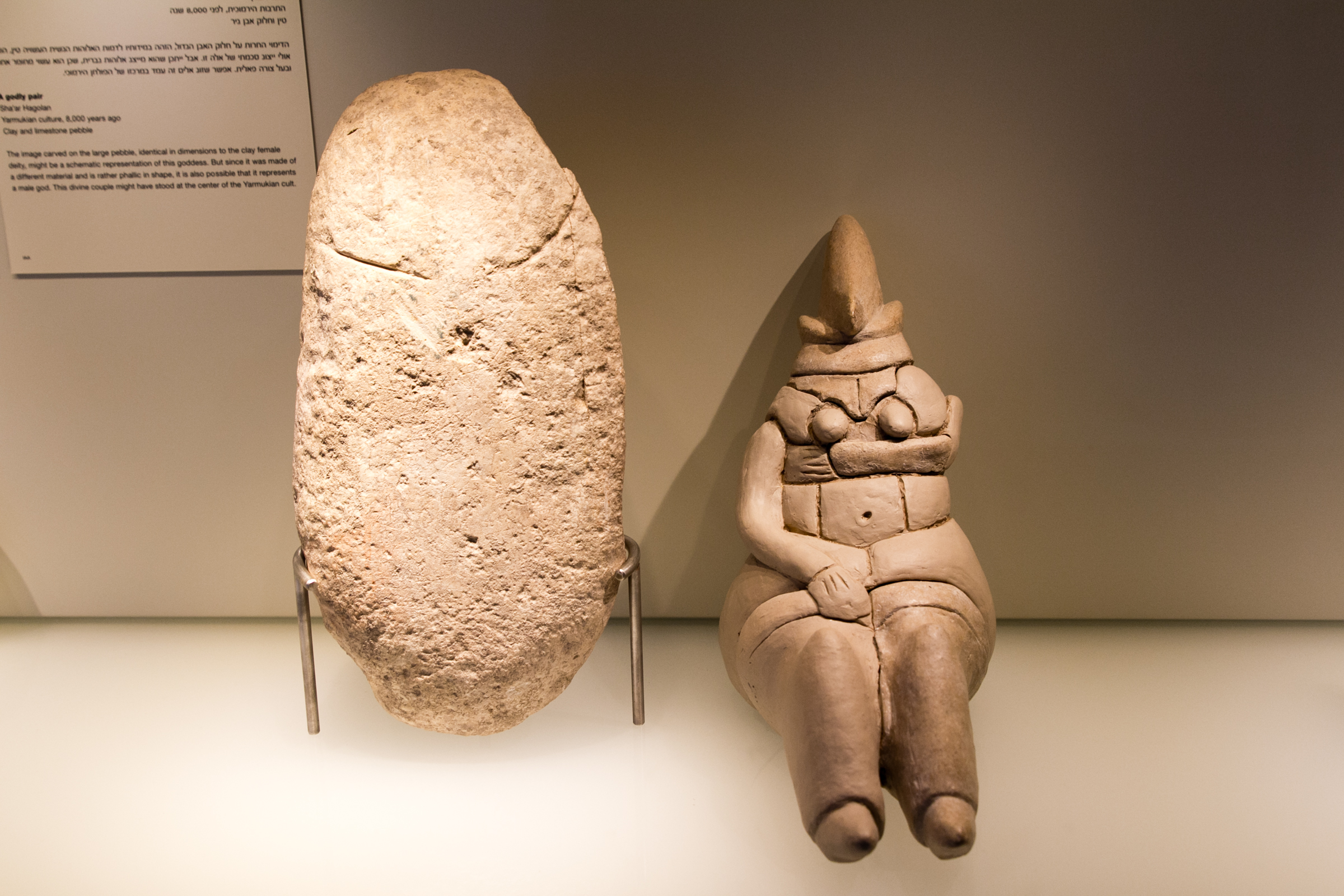
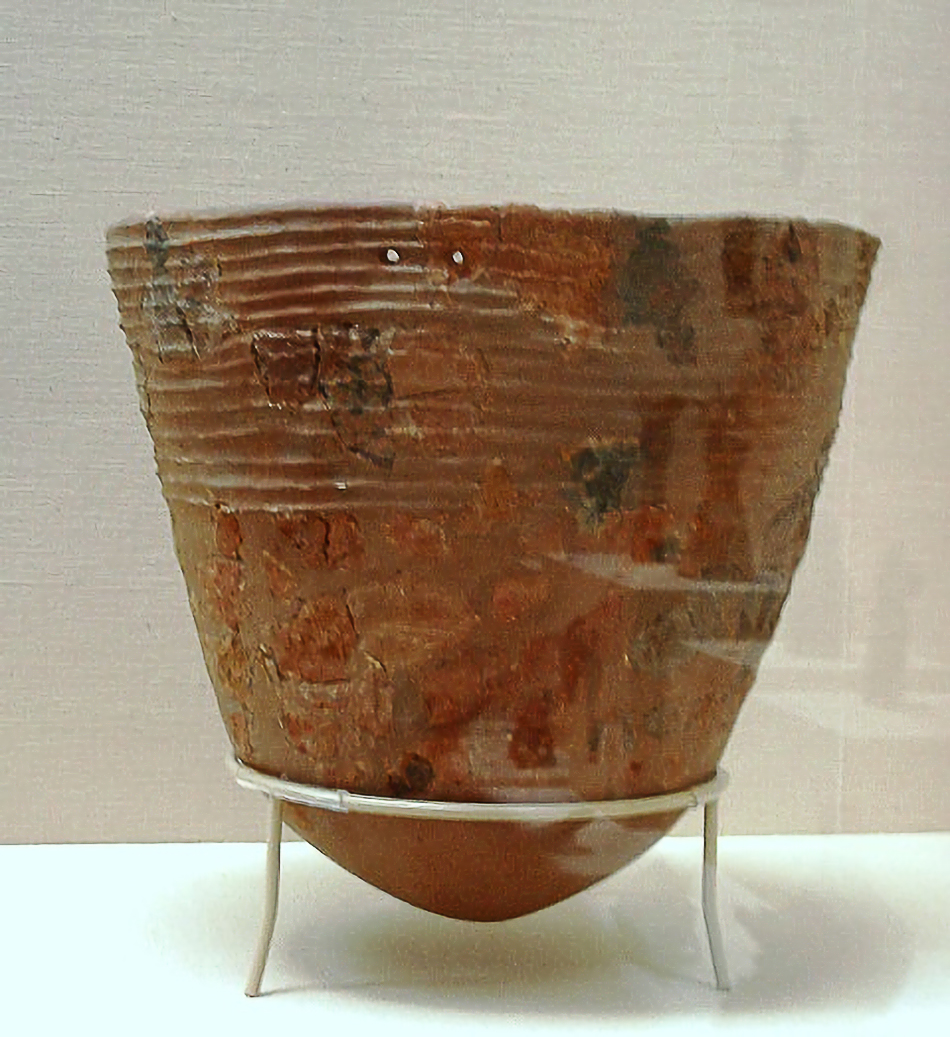
Vas japonez din perioada Jomon, datând din anii 14.000 - 7.000 î.e.n.
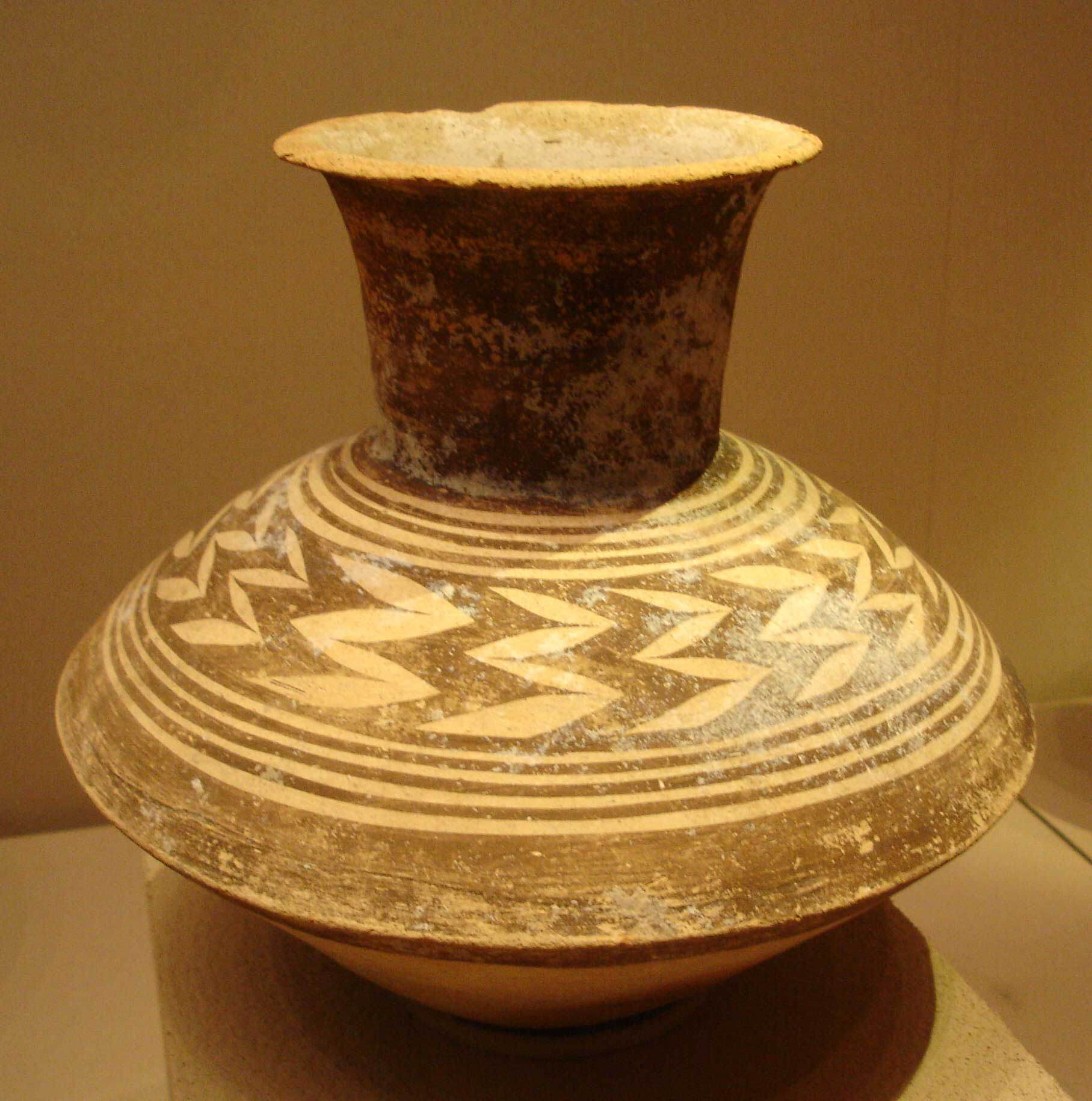
Vas neolitic
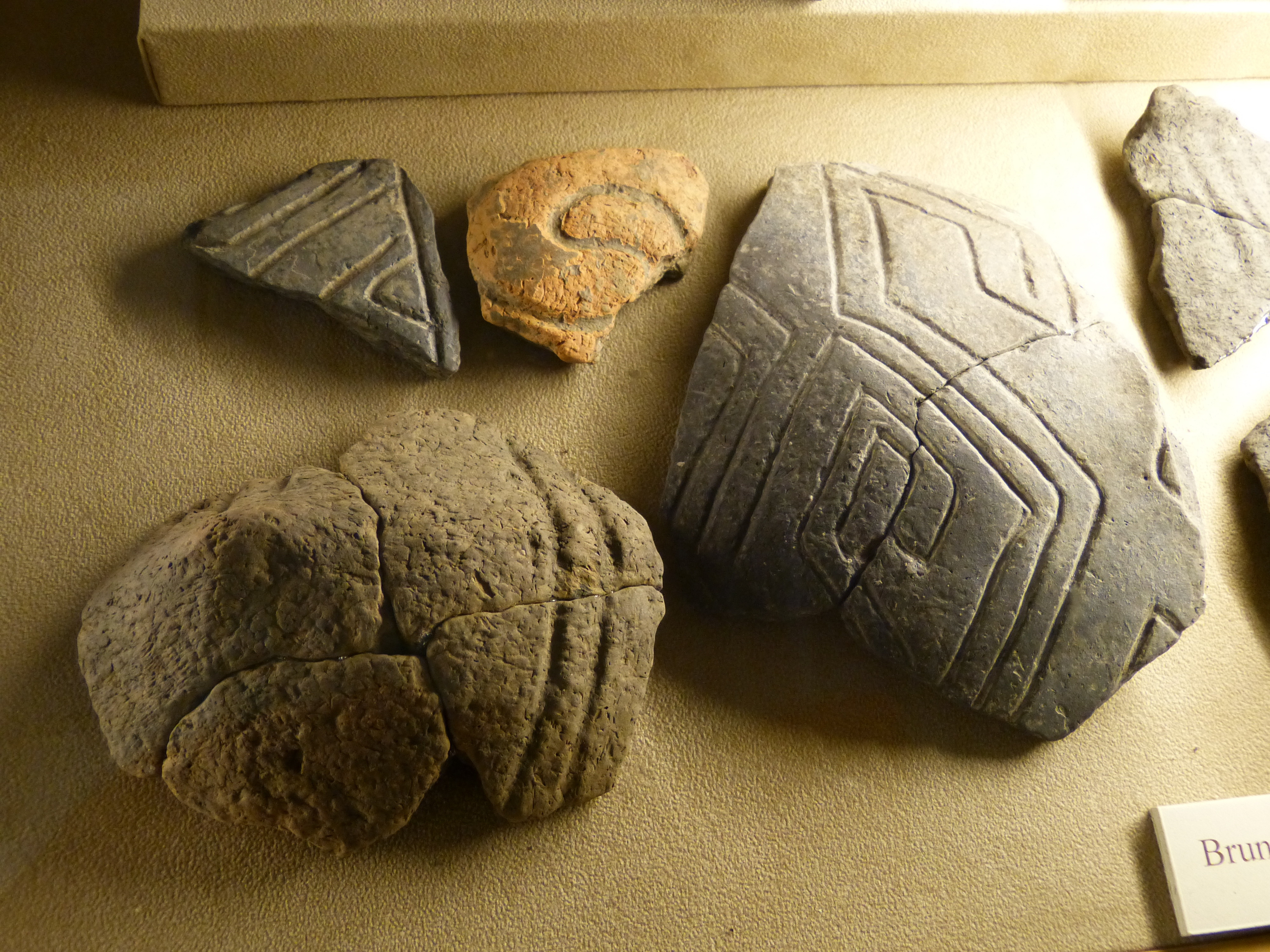
Fragmente de ceramică lineară

## Regiuni neolitice

Culturile neolitice din Europa
Apariția și răspandirea agriculturii
Cultura natufiană
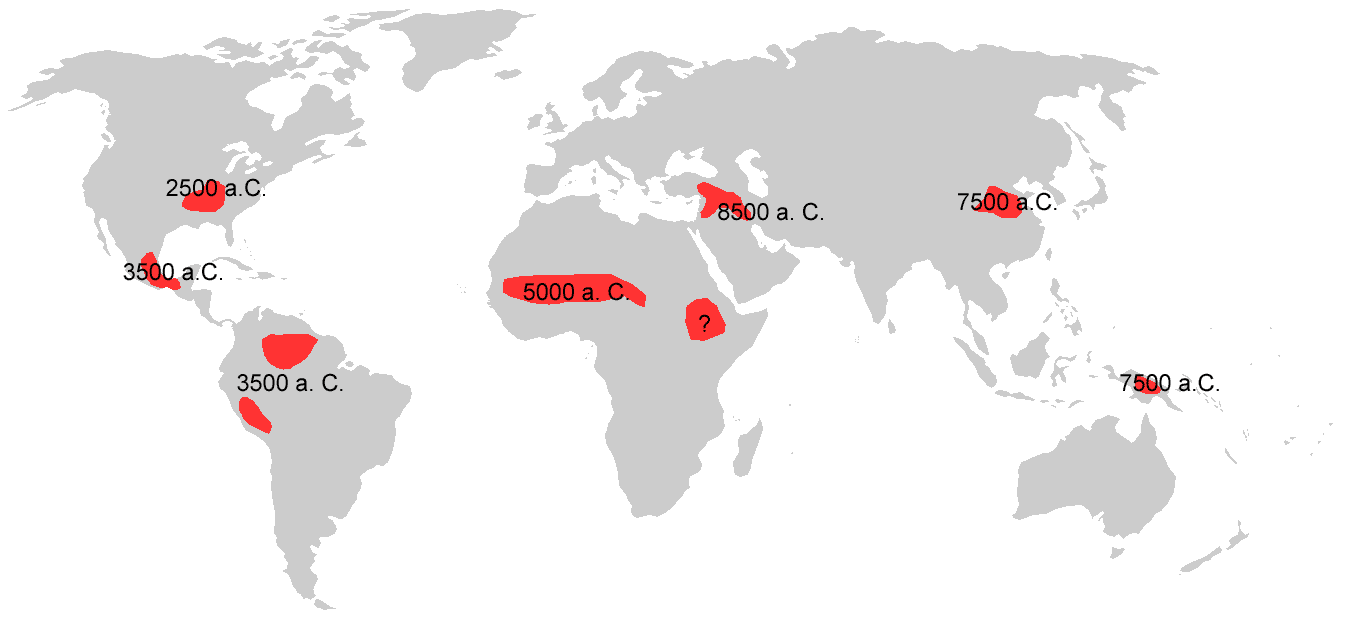
Apariția și locurile de origine a agriculturii

### Vestul Asiei

#### Semiluna fertilă

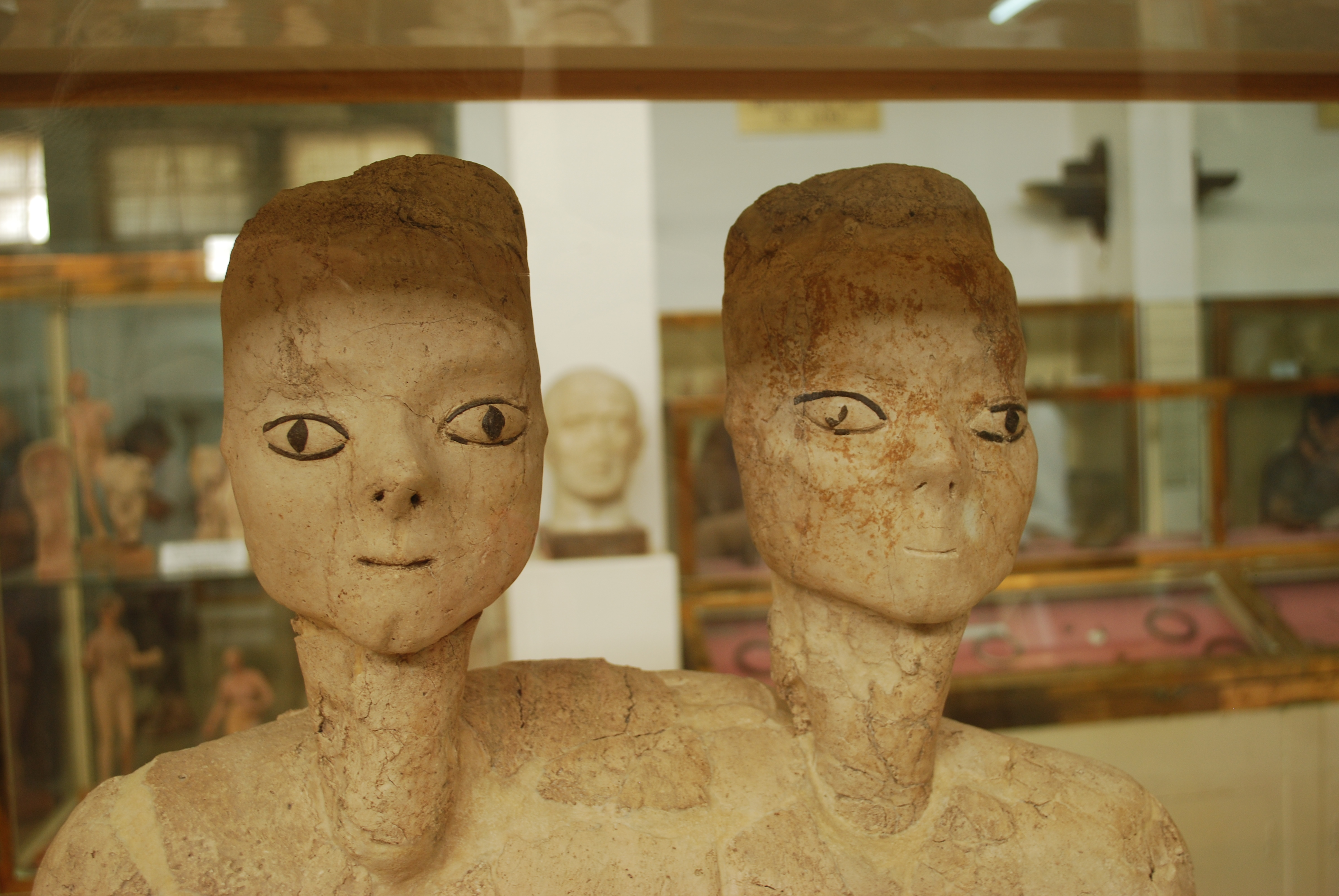
Statuie Ain Ghazal, găsită la 'Ain Ghazal din Iordania, primele sculpturi umane în mărime naturală din anul 7250 î.Hr.

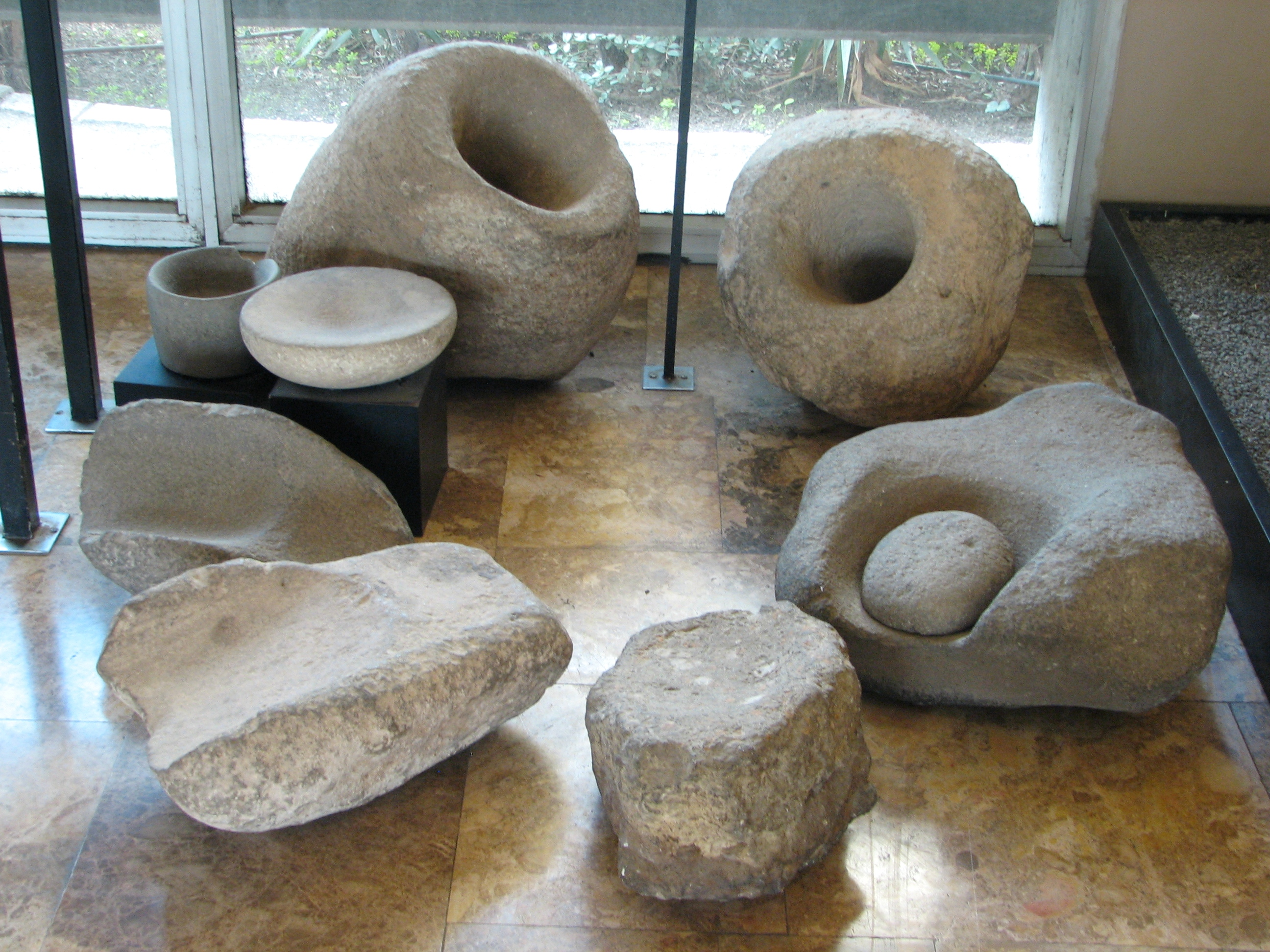
Pietre pentru zdrobit grâul din mileniul al X-lea î.Hr., Israel

In jurul anului 10 000 i.en. culturile neolitice si-au facut aparitia in Semiluna Fertila.  În jurul aniilor 10.700-9400 î.e.n. a fost construită așezarea din Tell Qaramel la nord de Aleppo. Așezarea includea două temple care datează din 9650 î.e.n.  
În jurul anului 9000 î.e.n., unul dintre primele orașe, Tell es-Sultan sau Ierihonul a fost consturit, înconjurat de un zid si un turn de piatră și locuit de 2000-3000 de oameni.  
În jurul anului 6400 î.e.n. a apărut cultura Halaf în Siria și nordul Irakului. 
În 1981 o echipă de cercetători de la Maison de l'Orient et de la Méditerranée , printre care și Jacques Cauvin și Oliver Aurenche, au divizat cronologia epocii neolitice din orientul apropiat în 10 perioade, de la 0 la 9, sistem bazat pe caracteristici economice, sociale și culturale . 
În 2002, Danielle Stordeur și Frédéric Abbès au avansat acest sistem, divizându-l în cinci perioade:
1. Natufian  (12.000-10.200 î.e.n.)
2. Khiamian (10.200-8800 î.e.n.)
3. Neoliticul timpuriu pre-ceramica A (8800 - 7600 î.e.n.)
4. Neoliticul timpuriu pre-ceramica B (7500 -7000 î.e.n.)
5. Neoliticul timpuriu pre-ceramica B  (6900-6400 î.e.n) [7] [8]

#### Sudul Mesopotamiei
Câmpiile aluviale din Sumer și Elam au fost recunoscute pentru practicarea agriculturii și necesitatea irigațiilor din cauza ploilor scăzute, răsărind cultura Ubaid din anii 6900 î.e.n.  

### Africa de Nord
Domesticirea caprelor și a oilor în Egipt s-a realizat în anii 6000 î.e.n.
Graeme Barker  a declarat că este prima evidență indisputabilă privind domesticirea plantelor și animalelor pe Valea Nilului până în mileniul al 5-lea î.e.n., în nordul Egiptului și 1000 de ani mai târziu în sud, locuitorii timpurii încă practicând pescuitul, vânătoarea și culesul plantelor sălbatice. Aceste schimbări nu au fost făcute datorită migrației fermierilor din Orientul Apropiat, ci au fost dezvoltări indigene prin cultivarea cerealelor locale.
Alți cercetători au susținut că principalul stimul al agriculturii și domesticii animalelor, precum și al arhitecturii bazate pe cărămizile din noroi în Egipt provine din Orientul Mijlociu.
Înca se dezbate ideea dacă agricultura a apărut prima oară în Egipt sau în Irak.

### Africa sub-sahariană
În Africa sub-sahariană s-a practicat păstoritul, marcând începutul producției de hrană pe continentul african. În contrast cu alte meleaguri neolitice care au dus la dezvoltarea primelor societăți agrare, în Africa s-a practicat păstoritul mobil, un stil de viață centrat pe turmă și gestionarea animalelor. În Sahara, care era înca dominată de vegetație, vânătorii culegători au domesticit vacile, oile și caprele în mileniul al 8-lea î.e.n. Însa din cauza deșertificării de la Holocenul mijlociu, păstorii s-au împrăștiat în Valea Nilului și estul Africii. 
Și în savana, în valea riftului african din Estul Africii s-a practicat păstoritul, fiind găsite dovezi ale practicilor funerare. Morții erau îngropați în cairne, alături de trusa lor de unelte precum: boluri de piatră, ciocuri, tocila și vase de pământ. 

### Europa
În Europa, Revoluția neolitică va pătrunde în primul rând în Peninsula Balcanică. Va trece la nord de Dunăre la jumătatea mileniului VIII î.Hr, fiind adus de comunități cu ceramică pictată venind de la sud de Munții Balcani, care se vor așeza în Oltenia și Transilvania.
În sud-estul Europei neolitice, în mileniul al 7-lea î.e.n., au apărut primele societăți agrare, atestate de sit-urile ce dovedesc agricultura timpurie, descoperite în Vashtemi, sudul Albaniei, din anul 6500 î.e.n. 
În nordul Europei, agricultura a debutat 3000 de ani mai târziu, din 4500 până în 1700 î.e.n.
Figuri antropomorfice au fost găsite în Balcani, datând din 6000 î.e.n. și în Europa Centrală datând din 5000 î.e.n. Alte complexe culturale au fost găsite în Thessalia, Grecia, unde a existat cultura Sesklo, care s-a extins în Balcani dând naștere culturii Starcevo-Koros și culturii Vinka.
Prin combinarea celor două culturi și migrația populațiilor, tradițiile neolitice s-au răspandit spre vest și nord în anul 4500 î.e.n. Cultura Vinca a creat un sistem timpuriu de scriere, semnele Vinca, descoperite de arheologul Shan Winn    care crede ca reprezintă pictograme și ideograme și nu o formă de scriere.
Cultura Cucuteni a presupus construirea de așezări enorme în România, Moldova și Ucraina în anii 5300-2300 î.e.n. Complexul de temple megalitice din Ġgantija din insula mediteraneana Gozo din arhipeleagul maltez si din Mnajdra/Malta, este notabil pentru structurile neolitice gigantice, cele mai vechi datând din anul 3600 î.e.n. O structură subterană din Ħal-Saflieni și Paola datează din 2500 î.e.n., fiind inițial un sanctuar, devenind apoi o necropolă, singurul templu subteran din lume. 
După 2500 î.e.n., insulele au fost depopulate până la influxul de imigranți ai epocii bronzului, o cultură care practică incinerarea morților ți a introdus dolmenii, un nou tip de structură mai mică megalitică. 
În cele mai multe cazuri s-au descoperit camere mici, cu un acoperământ făcut dintr-o placă mare așezată pe pietre verticale. Sunt atribuite unei populații diferit față de cea care a construit templele megalitice anterioare. Se presupune că populația a venit din Sicilia din cauza similarității dolmenilor până la construcțiile găsite.

### Asia de Sud-Est
În anul 7000 î.e.n., populația din regiunea Balochistan, Pakistan, s-a ședentarizat și a început să practice agricultura și păstoritul.  
Pe sit-ul din Mehrgarh, Balochistan, s-au găsit urme ce indică domesticirea caprelor, oilor și vacilor, și cultivarea grâului și orzului. 
În sudul Indiei, neoliticul a debutat în 6500 î.e.n. și a durat până în 1400 î.e.n.
În estul Asiei a prosperat cultura Nanzhuangtou în anii 9500–9000 î.e.n., precum si cultura  Pengtoushan  si cea Peiligang.
Pietrele lustruite și topoarele erau folosite în regiuni unde zăcămintele de metale erau limitate. Ulterior erau inventate lanțurile și fierăstraiele. 
În 2012 a fost descoperit un sit arheologic în Munam-ri, Goseong, provincia Gangwon din Coreea de Sud. 

### America de Nord și Sud
Domesticirea animalelor, agricultura și ședentarismul au debutat în Americi din anii 4500 î.e.n., deși există indicii că ar fi început chiar din 11 000 î.e.n. 
În sudul Statelor Unite de azi, din anii 500 până în anul 1200, populația a crescut, trăind din cultivarea porumbului, fasolei, dovleceilor și creșterea curcanilor domestici. Tot în această perioadă s-au dezvoltat arcul și ceramica. Orașe mai mari au fost construite și metalurgia a fost practicată înca din 700 î.e.n.

### Australia
Australia, în contrast cu Noua Guinee, nu a avut o perioadă neolitică. Stilul de viață al vânătorilor-culegători s-a menținut până la venirea europenilor.

## Domesticirea plantelor
Termenul de Revoluție Neolitică a fost inventat în 1923 de V. Gordon Childe care a descris seria de revoluții agricole din istoria Orientului Mijlociu Antic. Perioada descrisă ca o " revoluție"  denotă o importanță de o mare semnificație în ce privește schimbarea comunităților și adoptarea, practicarea și rafinarea agriculturii.   
Începutul acestui proces are loc în mai multe regiuni în anii 10 000 i.e.n.-8000 i.e.n. în Semiluna Fertilă. Tranziția este asociată cu transformarea nomadului vânător-culegător în fermierul sedentar prin domesticirea speciilor de plante și animale variate, fiind de asemenea influențat de cultura locală. 
Totuși, în câteva regiuni din Asia de Sud-Est s-au găsit câteva indicii ce sugerează că tranziția nu a fost lineară, ci după specificul regiunii.   
Au fost emise destule teorii privind declanșarea revoluției agricole:
- Teoria Oazei, propusă de Raphael Pumpelly în 1908, popularizată de V. Gordon Childe, aduce în discuție seceta și lipsa hranei ce a determinat comunitățile umane să fie atrase de oaze și să domesticească animalele din mediul înconjurător în loc să le vâneze și să colecteze semințe pentru a cultiva plante. Teoria are în prezent un suport foarte mic căci mulți arheologi susțin că clima din perioada respectivă era mai degrabă umedă decât secetoasă.  [35]
- Ipoteza Flanșele înguste  propusă de Robert Braidwood în 1948 sugerează că agricultura a început în flanseele înguste din Munții Taurus și Zagros, unde climă era destul de satisfăcătoare pentru ca oamenii să se apuce să cultive varietăți de plante .  [36]
- Modelul Festivității propusă de Brian Hayden sugerează că agricultură a fost declanșată de dorința ostentativă a concentrații puterii prin festivități  a liderilor triburilor  . [37]
- Teoriile demografice propuse de Carl Sauer sugerează că populația sedentară a crescut așa de mult încât și-a permis să-și lărgească capacitatea de păstrare a proviziilor din mediul înconjurător și necesita mai multă hrană decât putea să producă din vânătoare și cules.
- Younger Dryas susține că încheierea epocii glaciare poartă o mare responsabilitate pentru extincția megafaunei și că acestea l-a determinat pe om să-și dobândească hrana prin alte mijloace pentru a supraviețui.

Cu toate că mulți cercetători susțin că plantele au fost cultivate din anii 12 000 î.e.n., au fost găsite de către arheologi oseminte de animale ce par ar fi fost domesticite acum 14-15 000 de ani. 

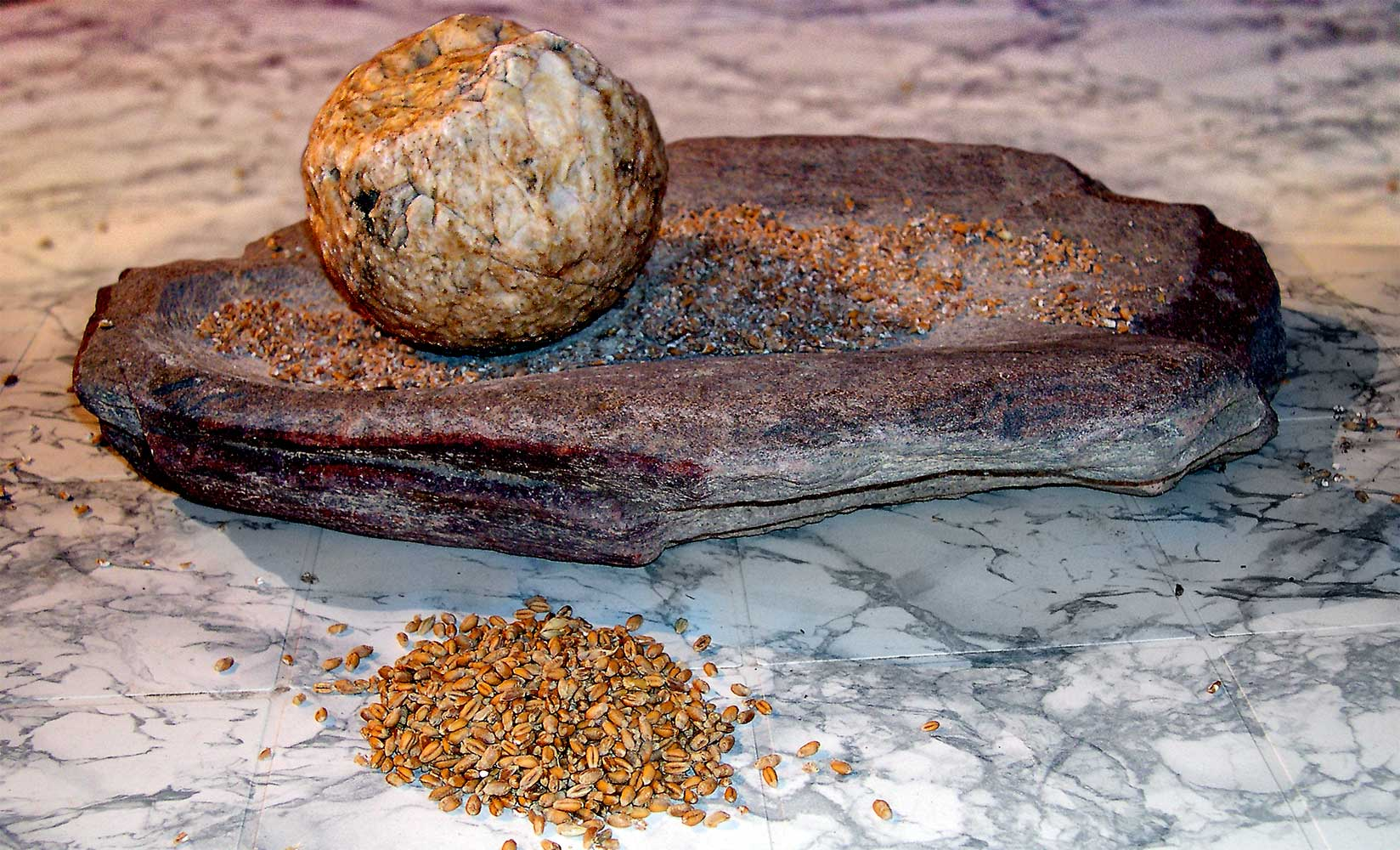
Pietre neolitice folosite la măcinarea grâului

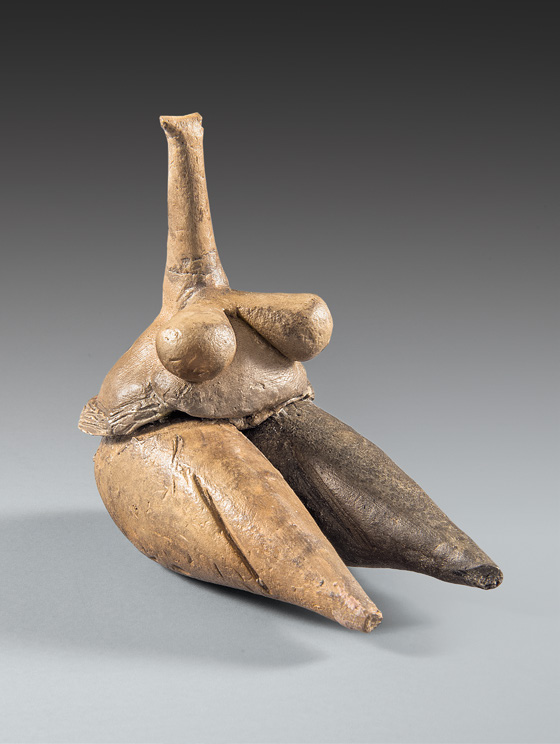
Figurină feminină umană din lut de la Tappeh Sarab, provincia Kermanșah, ca. 7000-6100 î.Hr., ce reprezintă zeița fertilității - Muzeul Național al Iranului

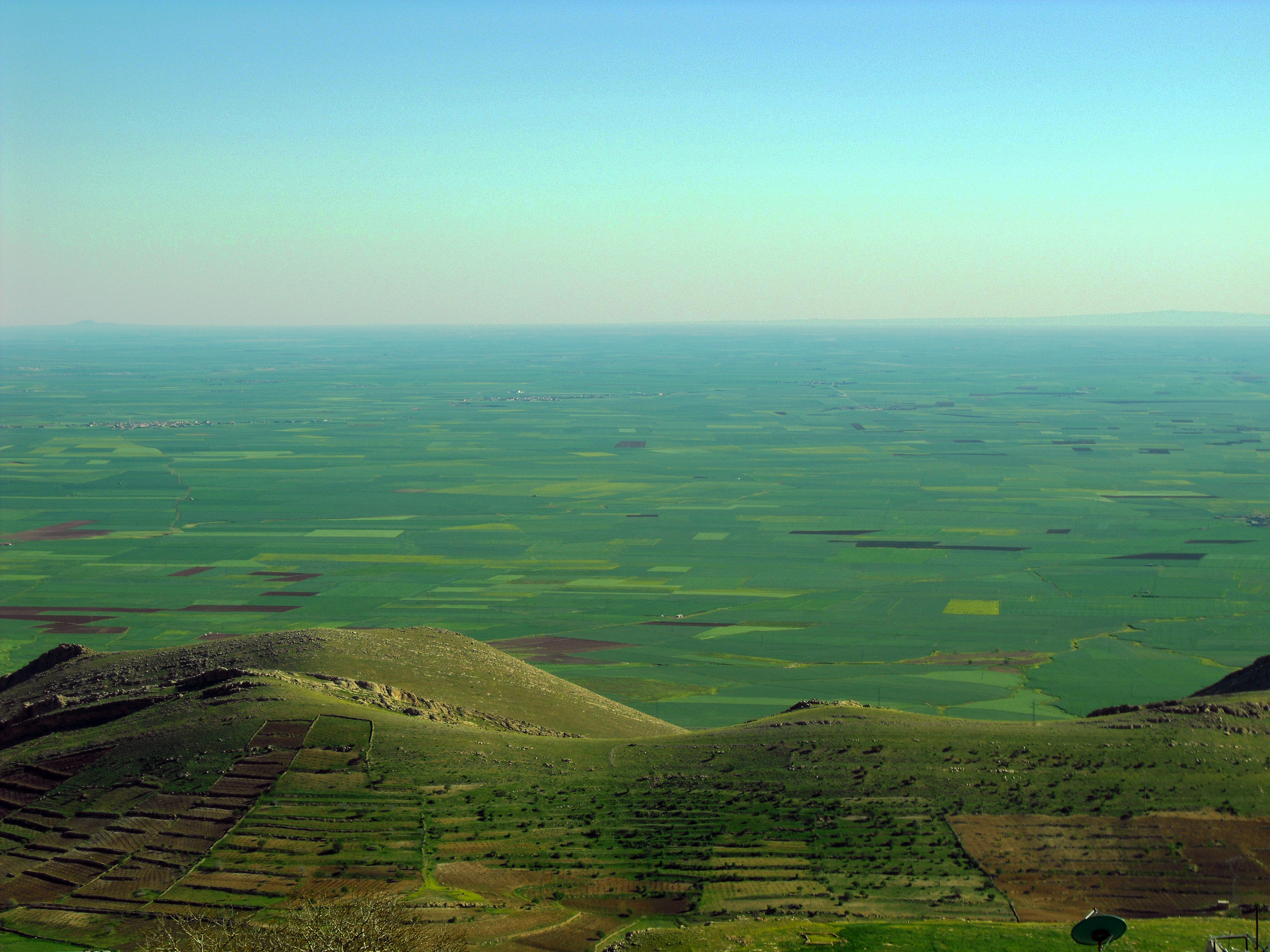
Terenuri din Mardin, Turcia

Odată ce agricultura a început să câștige impuls, în jurul anului 9000 î.e.n, activitatea umană a dus la creșterea selectivă a cerealelor (începând cu emmer, alac și orz). Plantele cu caracteristici precum semințe mici sau gust amar ar fi fost văzute ca nedorite. Plantele care și-au vărsat rapid semințele la maturitate au avut tendința să nu fie adunate la recoltare, deci nu au fost depozitate și nu au fost însămânțate în următorul sezon; ani de recoltare au fost selectați tulpini care și-au păstrat semințele comestibile mai mult timp.
Mai multe specii de plante, "culturile de pionieri" sau culturile fondatoare neolitice, au fost identificate de Daniel Zohary, care a subliniat importanța celor trei cereale și a sugerat că domesticirea inului, mazărei, năutului, viei și lintei amare a venit puțin mai târziu.   Gordon Hillman și Stuart Davies au efectuat experimente cu soiuri de grâu sălbatic pentru a arăta că procesul de domesticire ar fi avut loc într-o perioadă relativ scurtă, cuprinsă între 20 și 200 de ani  . Unele dintre aceste încercări de pionierat au eșuat la început și culturile au fost abandonate, uneori fiind reluate și reușite să se domolească cu mii de ani mai târziu: secară, încercată și abandonată în Anatolia neolitică, și-a făcut drumul spre Europa ca semințe de buruieni și a fost domesticită cu succes în Europa . Lalele sălbatice au prezentat o altă problemă: majoritatea semințelor sălbatice nu germinează în primul an; prima dovadă a domesticirii lentilelor, rupând dormanșa în primul lor an, a fost descoperită în neoliticul timpuriu la Jerf el Ahmar (în Siria modernă) și s-a răspândit repede spre sud, către sit-ul Netiv HaGdud din Valea Iordanului . Acest proces de domesticizare a permis culturilor fondatoare să se adapteze și, eventual, să devină mai mari, mai ușor de recoltat, stocat și mai utile pentru populația umană.
Rădăcinile selecționate ale  orzului sălbatic și ovăzului sălbatic au fost cultivate la  Gilgal I, unde în 2006   arheologii au găsit cacheuri de semințe din fiecare în cantități prea mari pentru a fi luate în considerare chiar și prin colectare intensivă, la straturi databile de acum 11 000 de ani. Unele dintre plantele încercate și apoi abandonate în timpul perioadei neolitice din Orientul Apropiat antic, în locuri precum Gilgal, au fost ulterior cu succes domesticite în alte părți ale lumii.
Odată ce agricultorii timpurii își perfecționau tehnicile agricole cum ar fi irigarea, culturile lor generau surplusuri care aveau nevoie de depozitare. Cei mai mulți colectori de vânători nu au putut să păstreze ușor hrană pentru mult timp datorită stilului lor de viață migrator, în timp ce cei cu o locuință sedentară  puteau să-și păstreze boabele excedentare. În cele din urmă s-au dezvoltat hambarele care au permis satelor să își păstreze semințele mai mult timp. Deci, cu mai multe alimente variate, populația s-a extins și comunitățile s-au dezvoltat, rezultând lucrători specializați și instrumente mai avansate.
Procesul nu a fost linear cum s-a crezut odată, ci un efort mai complicat, care a fost întreprins de diferite populații umane în diferite regiuni în multe moduri diferite.

### Orientul Mijlociu și Apropiat -Semiluna fertilă

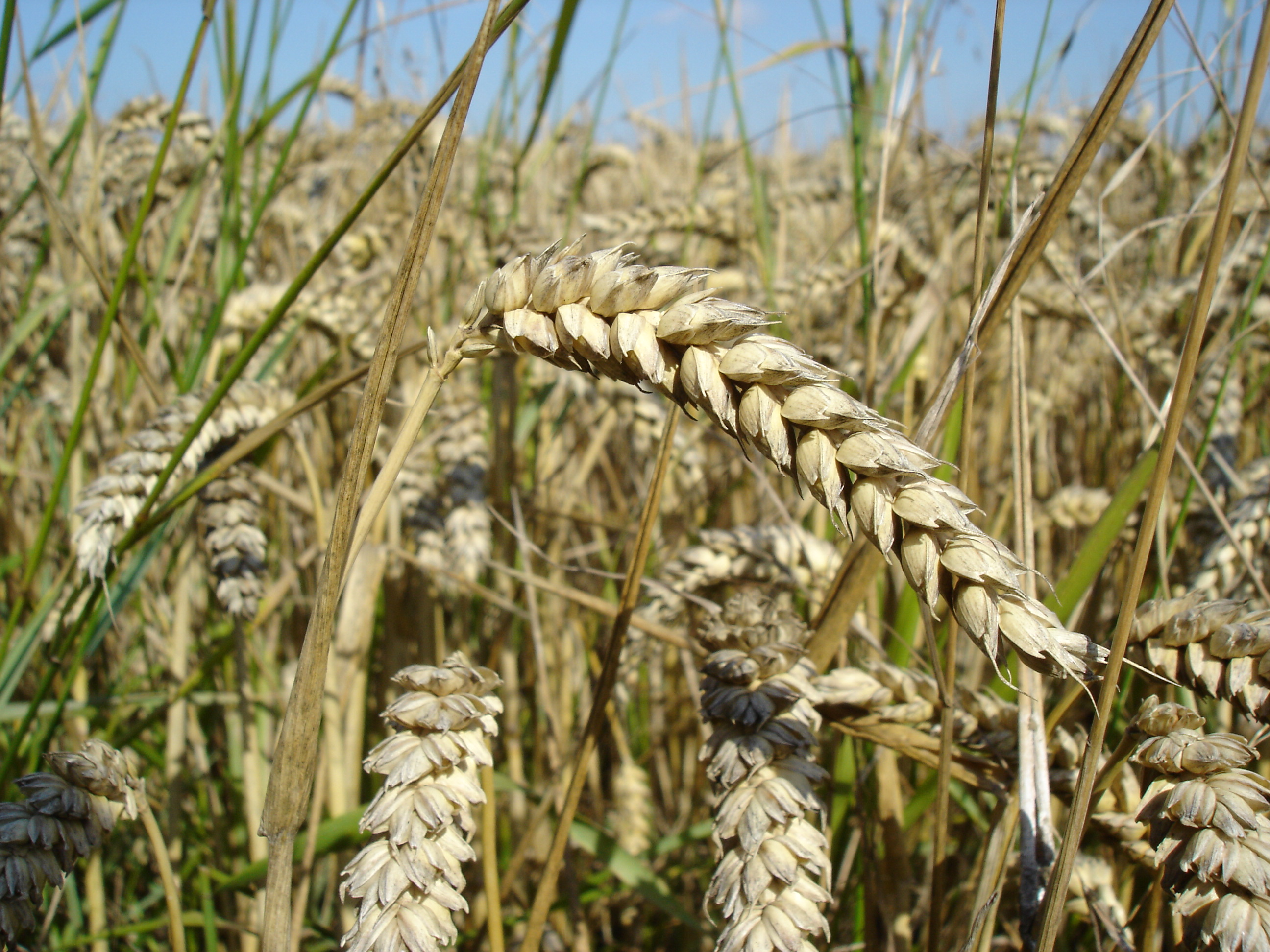
Grâul domesticit era folosit în principal la prepararea pâinii și alte preparate făinoase
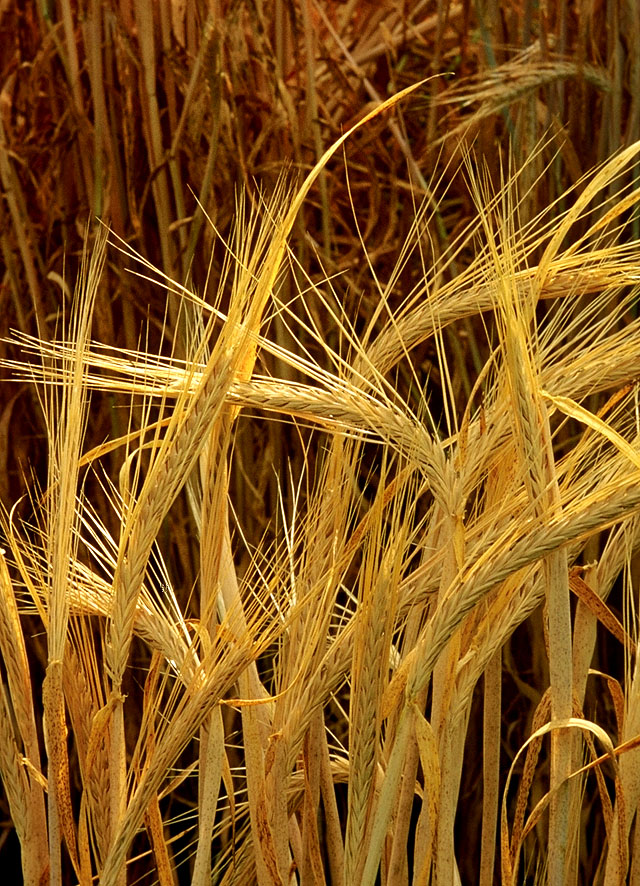
Orzul domesticit era folosit la prepararea berii de sumerieni
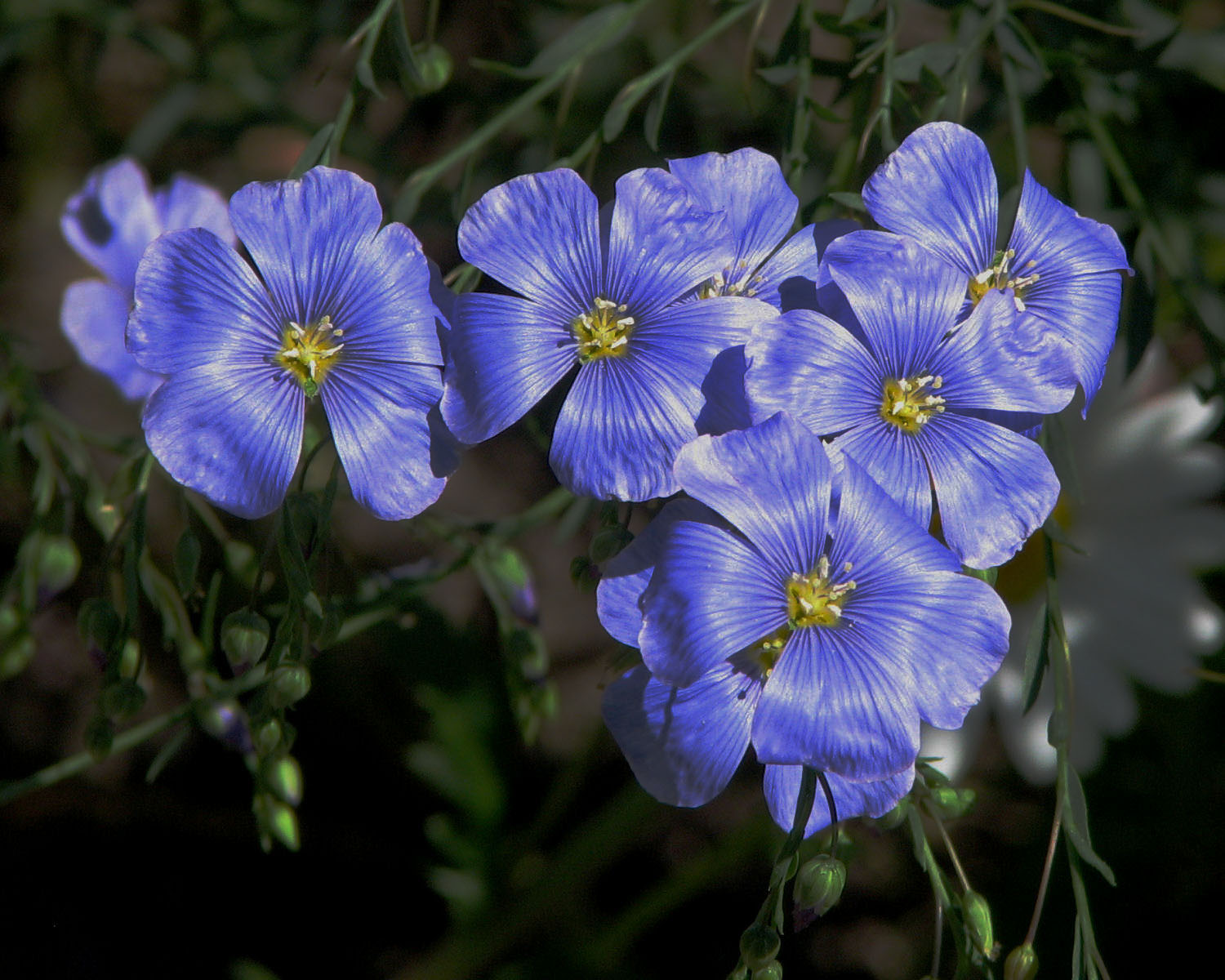
Florile de in erau o sursă primară, ce furniza vestimentația locuitorilor Orientului Mijlociu
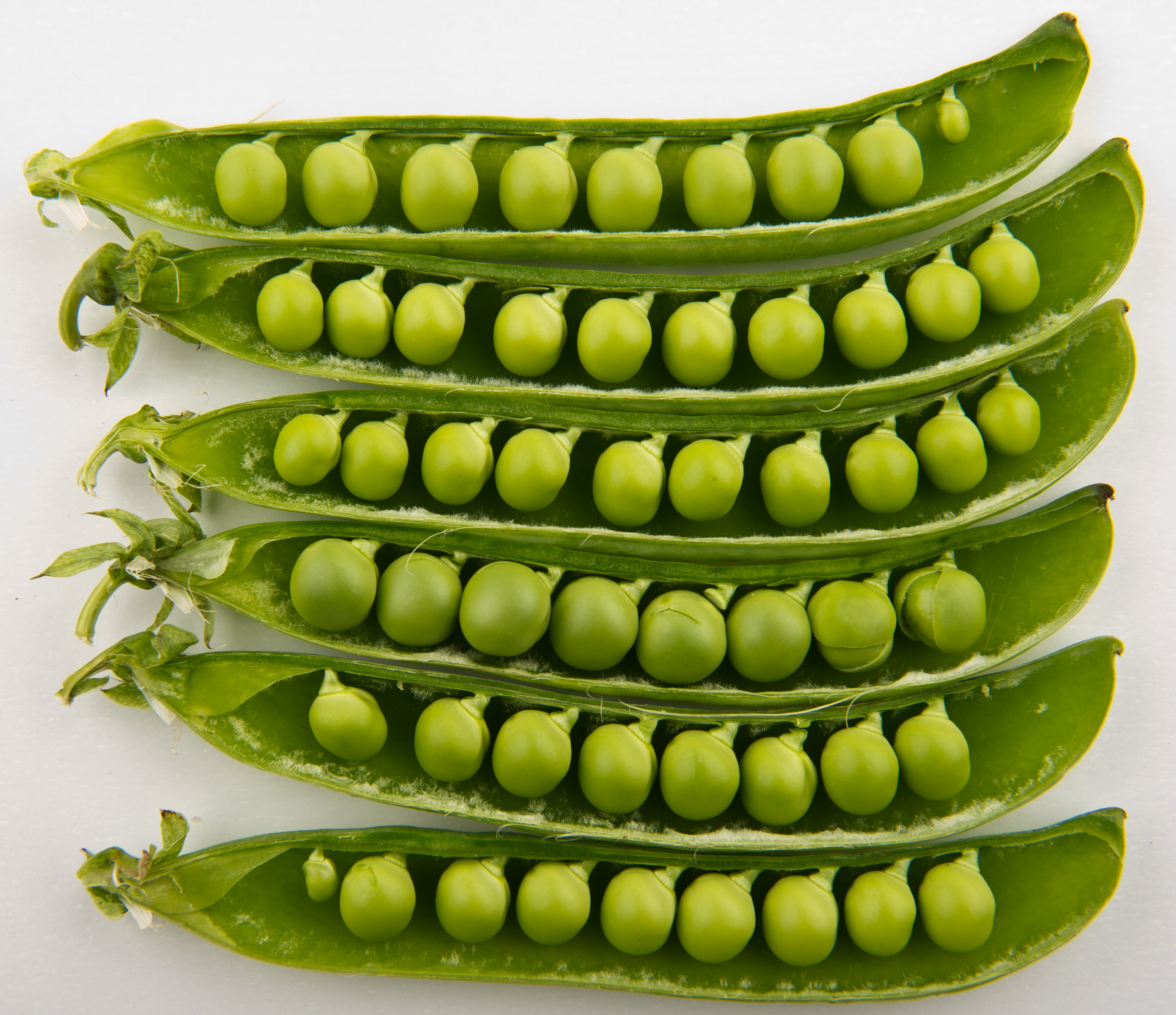
Mazăre
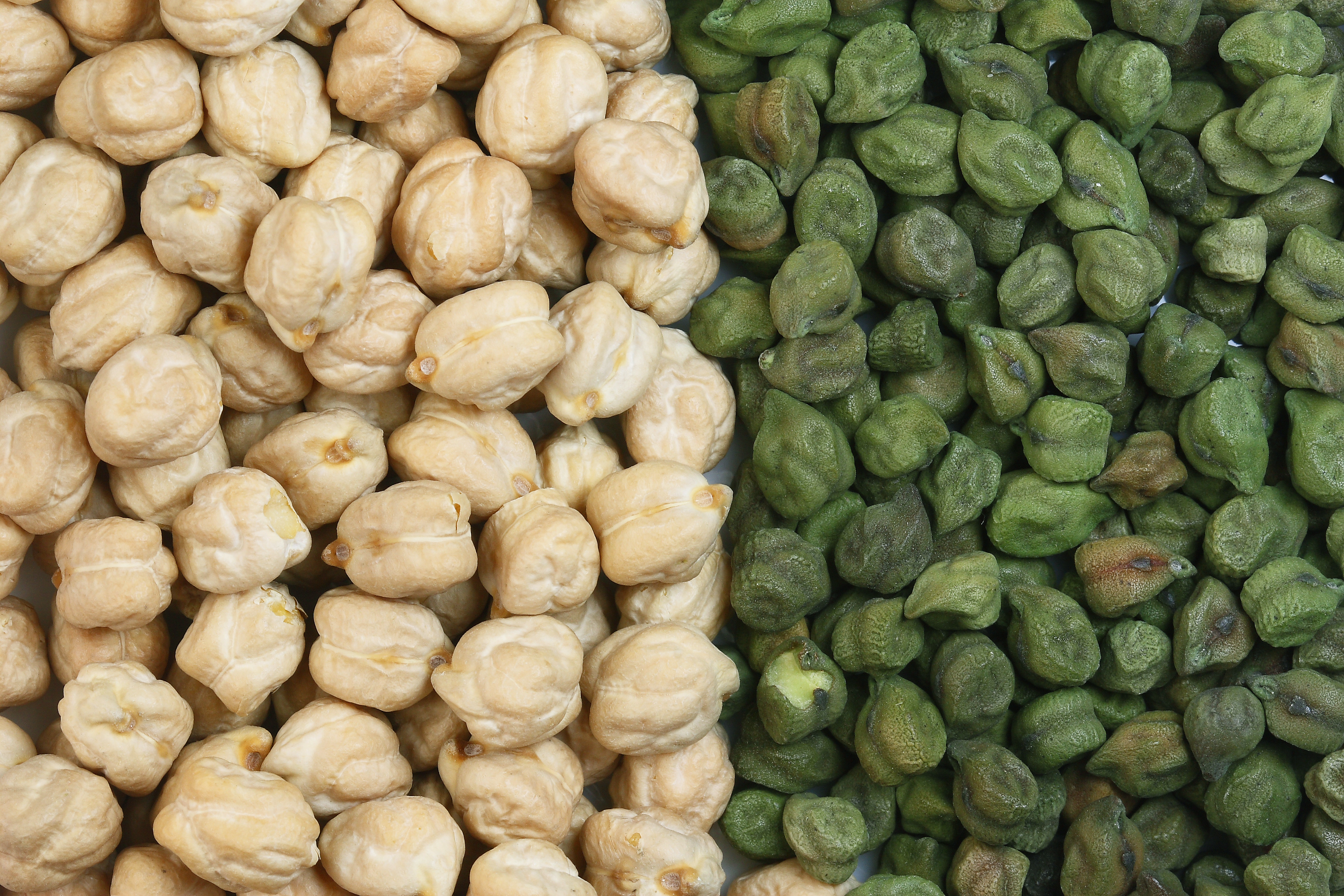
Năut
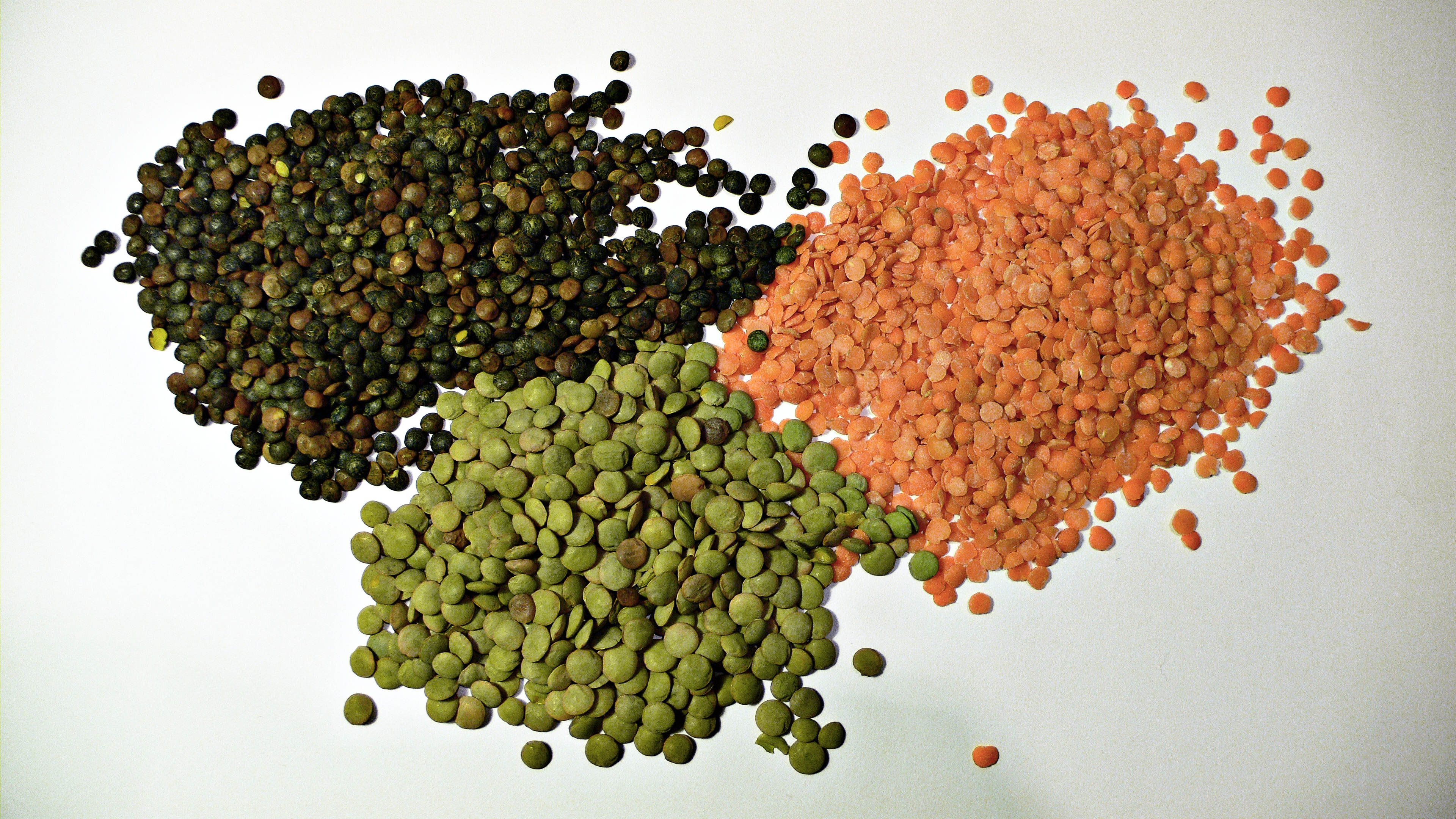
Linte

Se crede că în această regiune din valea râurilor Tigru și Eufrat a fost locul unde a luat naștere agricutura acum 12 000 de ani. Trei tipuri de cereale au fost cultivate (grâul alac, grâul emmer și orezul), patru legume (linte, mazăre, ciupercă și năut) și in. Climatul mediteranean ce constă în sezoane de veri secetoase cu scurte perioade ploioase, a favorizat recolte bogate de cereale precum:
Grâul este originar din Asia de sud-vest. Cele mai vechi dovezi arheologice referitoare la cultivarea grâului au fost descoperite în așa numitul Corn al Abundenței (regiune fertilă în vestul Asiei, care cuprinde teritoriul Siriei, Iordaniei, Turciei, Armeniei și Irakului (de astăzi)). Acum aproximativ 9000 de ani, o specie de grâu sălbatică (einkorn, Triticum boeoticum) a fost recoltată și apoi cultivată de către locuitorii acelor meleaguri, fapt confirmat de dovezile arheologice ale agriculturii sedentare din zonă. Aproximativ 1000 de ani mai târziu, o mutație a survenit în cadrul altei specii de grâu, numită emmer (Triticum dicoccoides), rezultând o plantă cu boabele mai mari, care nu se mai puteau împrăștia în bătaia vântului. Deși această plantă nu s-ar fi putut reproduce în sălbăticie, oferea mai multă hrană pentru oameni și astfel a întrecut celelalte specii, devenind primul strămoș al varietăților moderne de grâu.
La început, boabele de grâu se pare că erau consumate crude, mai apoi fiind prăjite sau fierte în apă, sau sub formă de turte, făcute din făina grosieră rezultată prin măcinarea lor între două pietre. 

### China

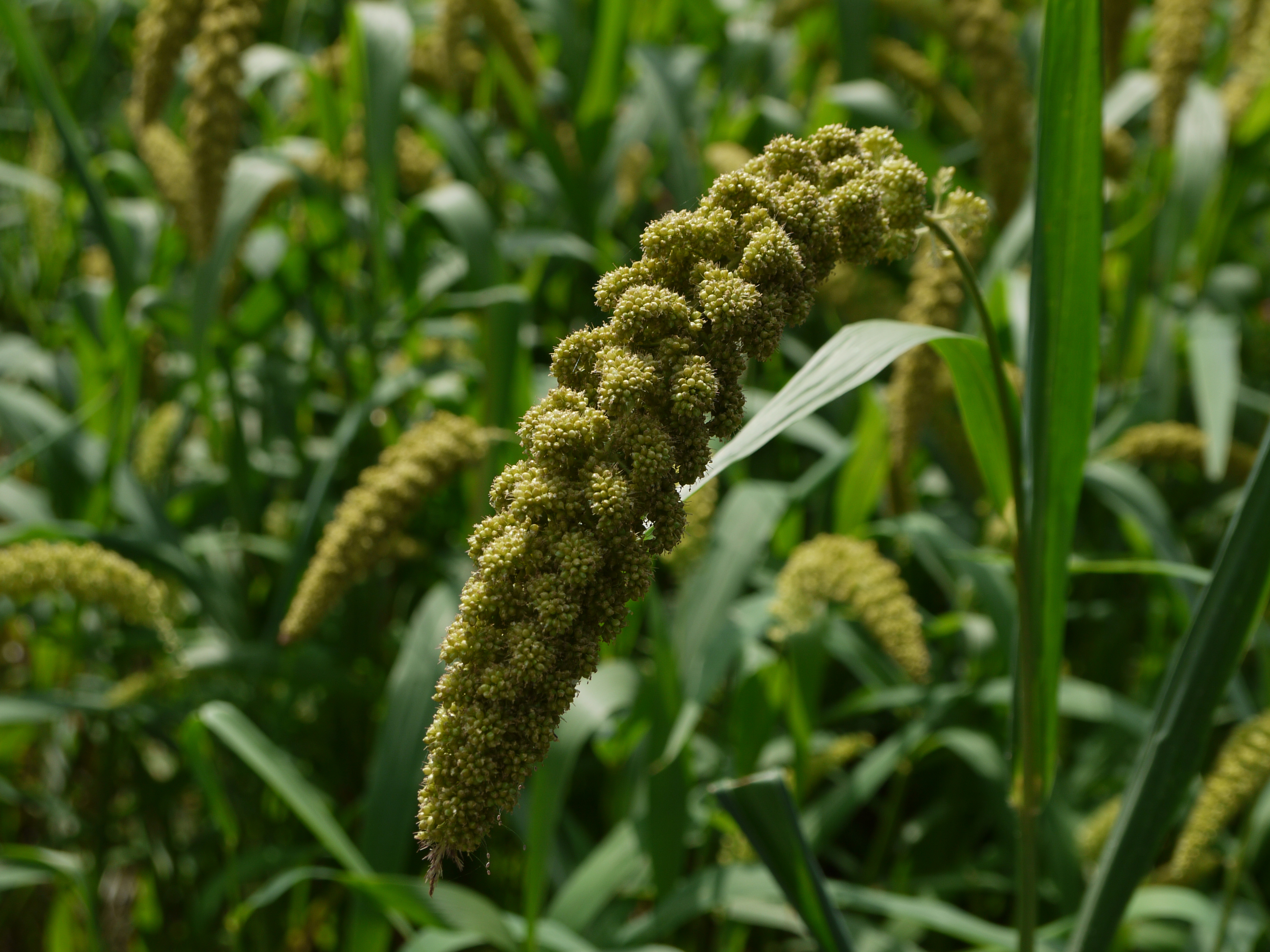
Mei Japonez
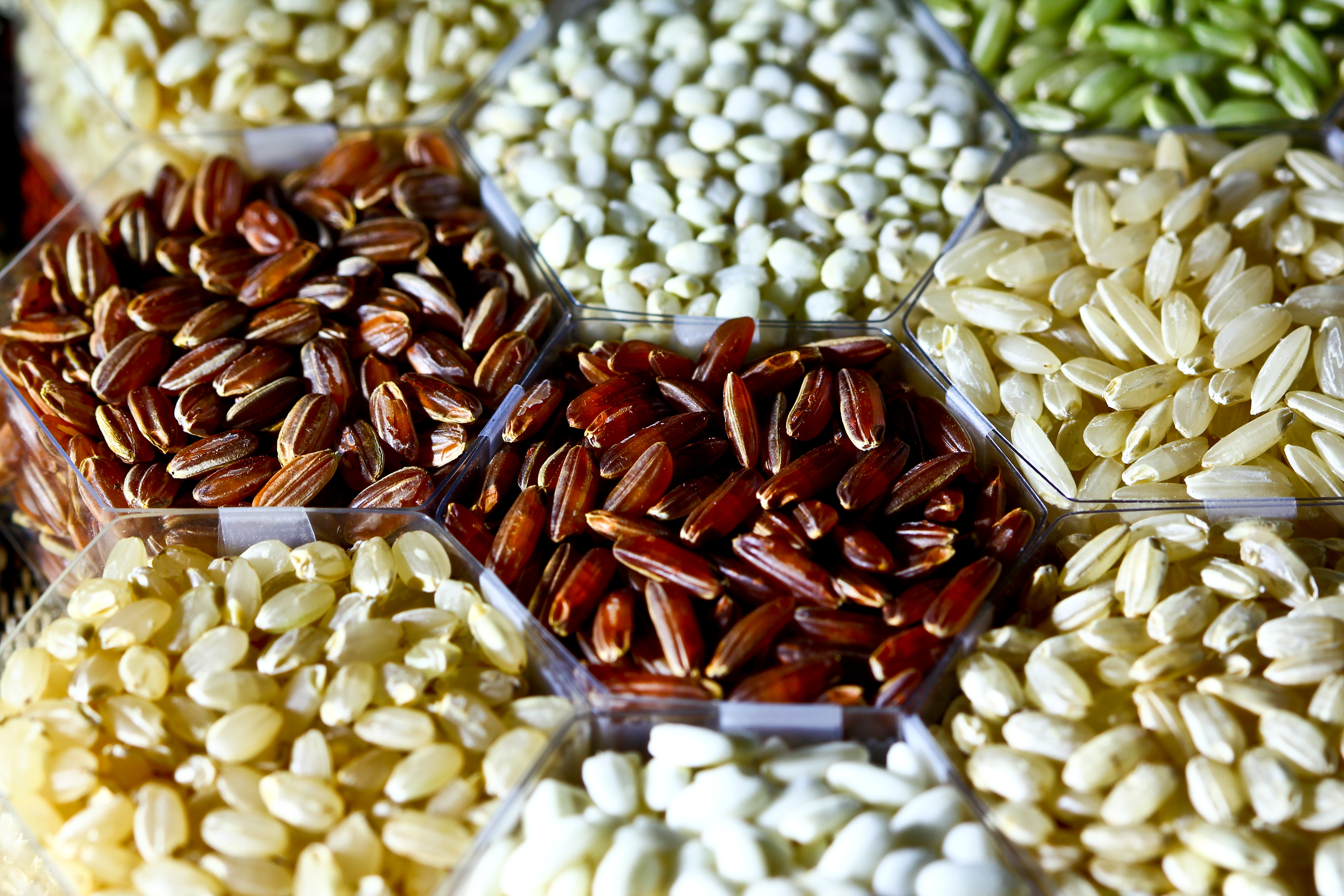
Orez de diferite culori și tipuri
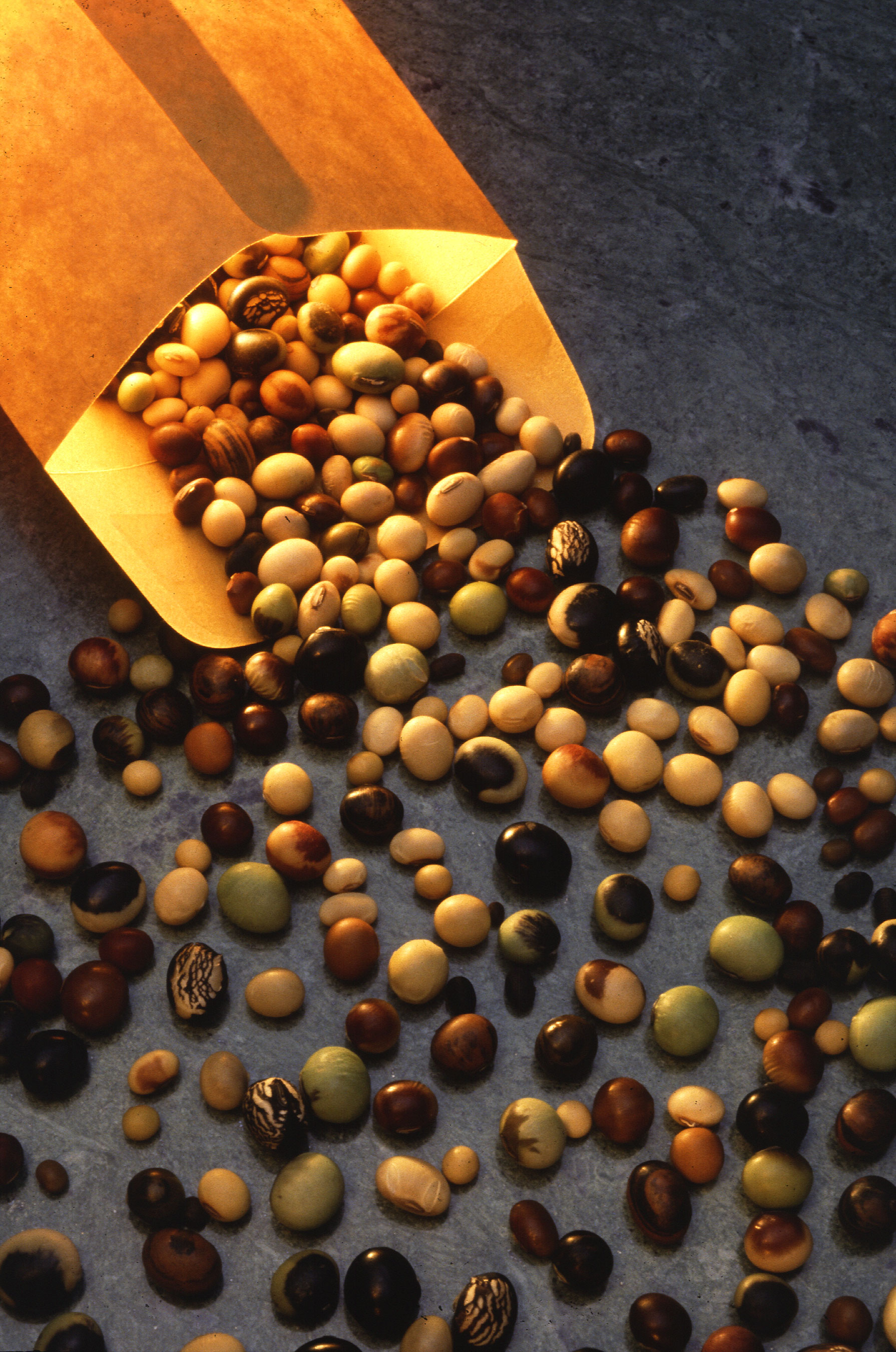
Semințe de soia
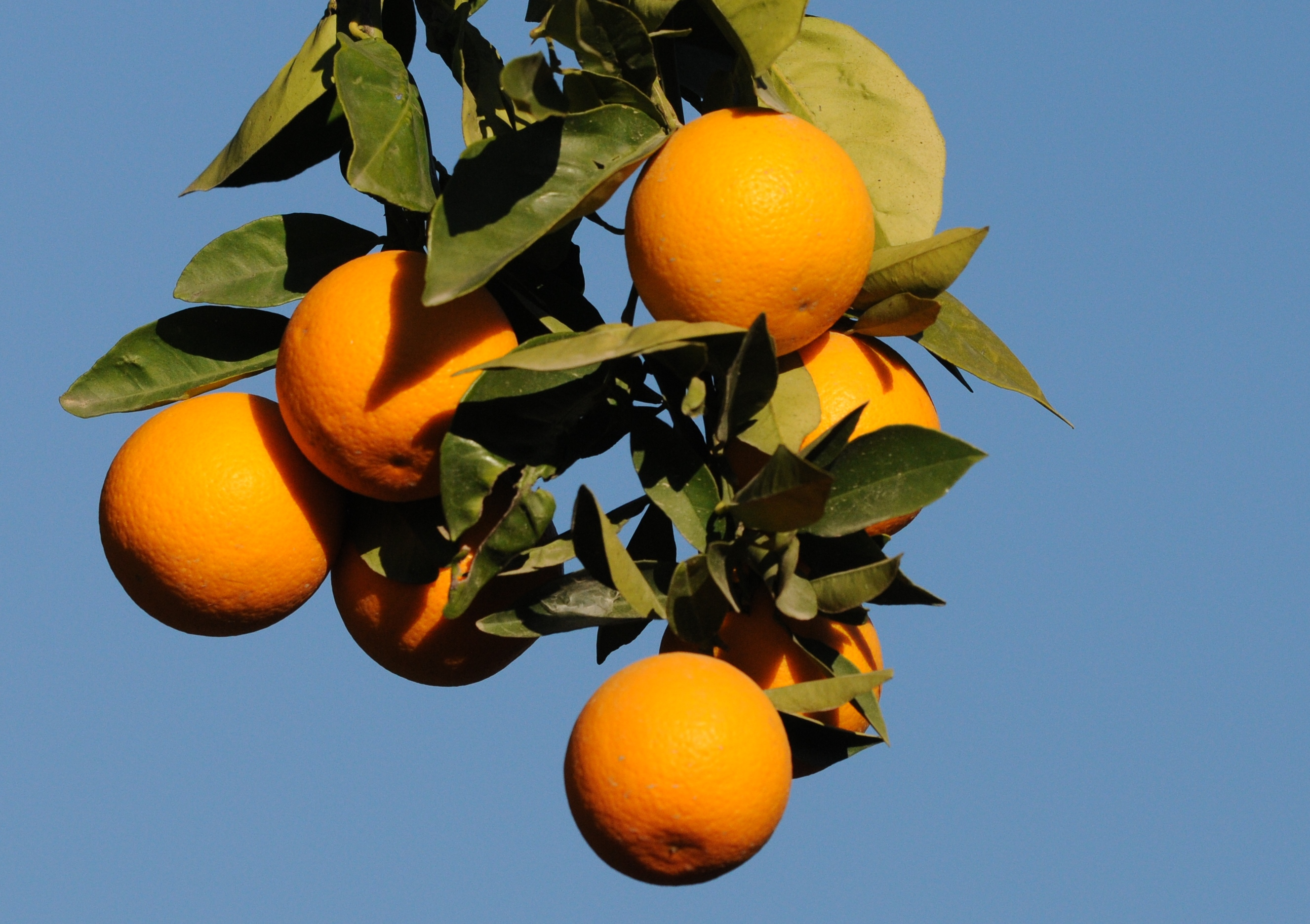
Portocale
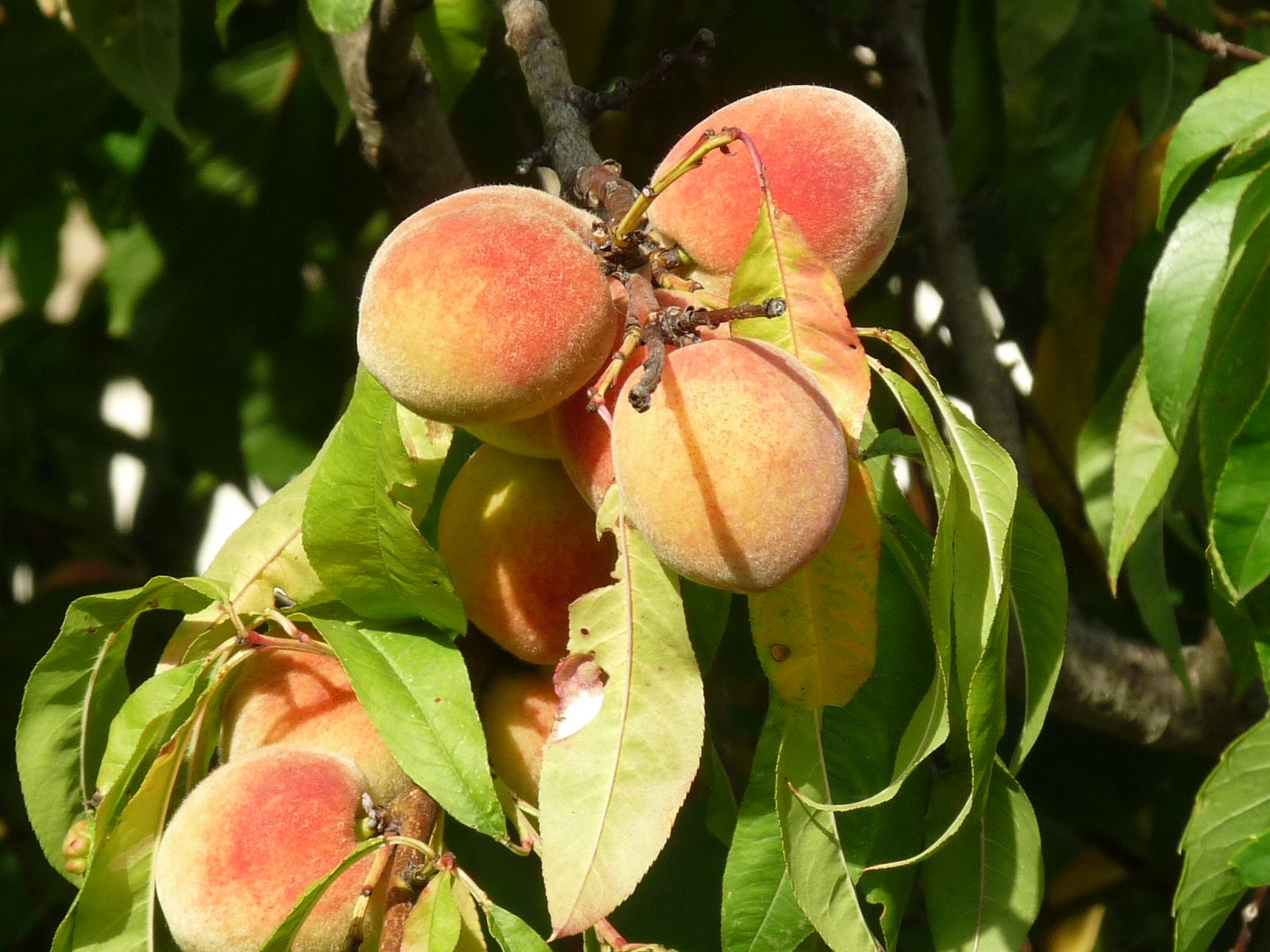
Piersici

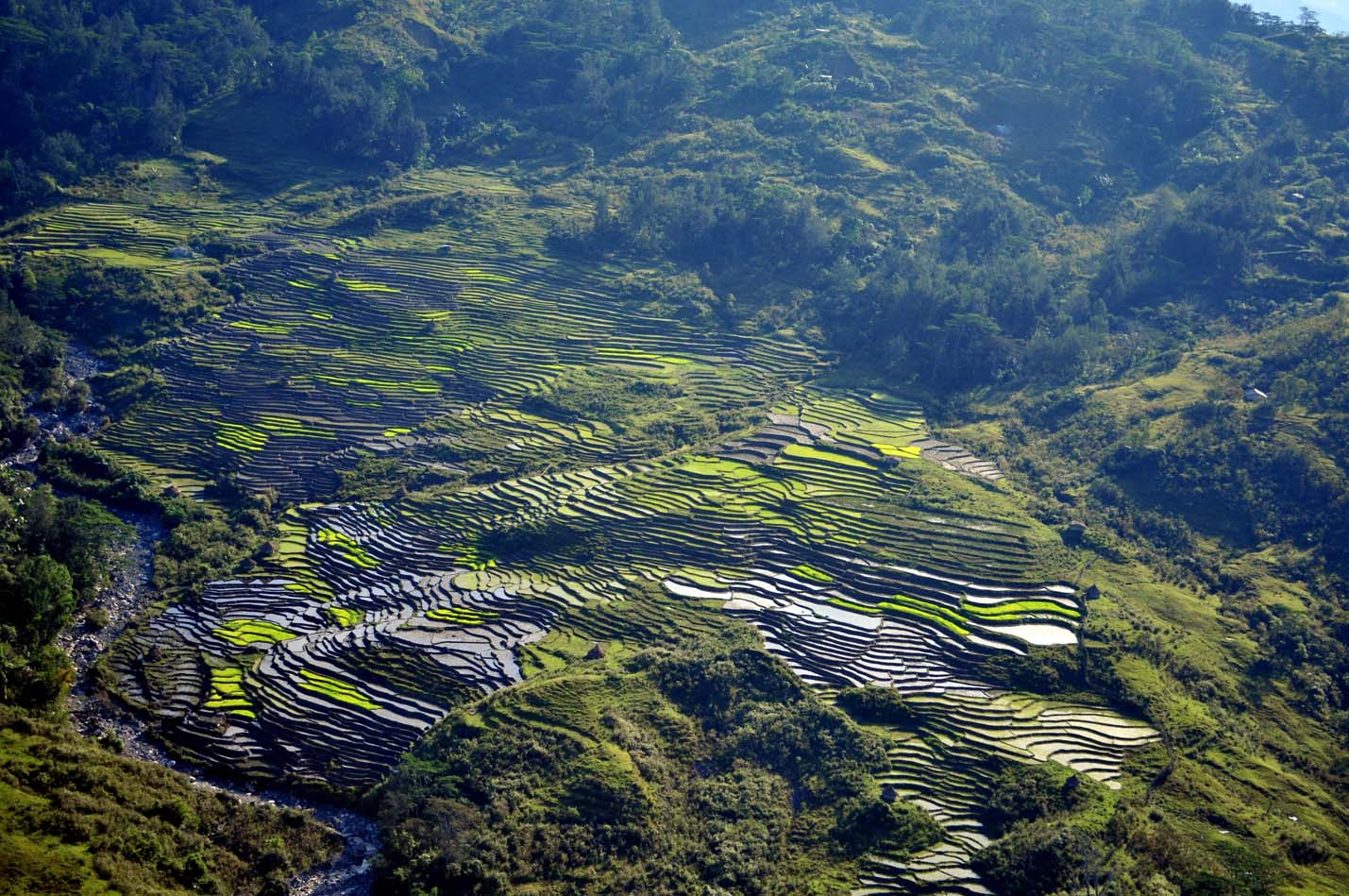
Teren de cutivat orezul

Orezul Sălbatic, despre care se crede că este originar din Australia, a fost cultivat la scară largă în regiunea Asiei. Un mit susține că legendarul împărat al Chinei, Shennong, a fost cel care a domesticit orezul. 
De altfel, dovezi genetice reies la suprafață și indică că orezul provine dintr-o singură serie de domesticire realizată acum 8200-13 500 de ani în regiunea văii răului Perlei din China Antică. 
Anterior, se credea că orezul a fost domesticit pe valea râului Yangtze. 
Din Asia de Est, orezul a fost extins în sud-estul Asiei, fiind ulterior introdus în Europa prin Asia Mică. 
Tot chinezii au fost cei care au domesticit soia și meiul. De altfel,  portocalele și piersicile provin din China. 

### Europa
Bazinul Carpatic fertil a fost locul unde europenii i-au supraviețuit epocii glaciare în teritoriul dintre Dunăre și râurile Tisza.  

### Africa

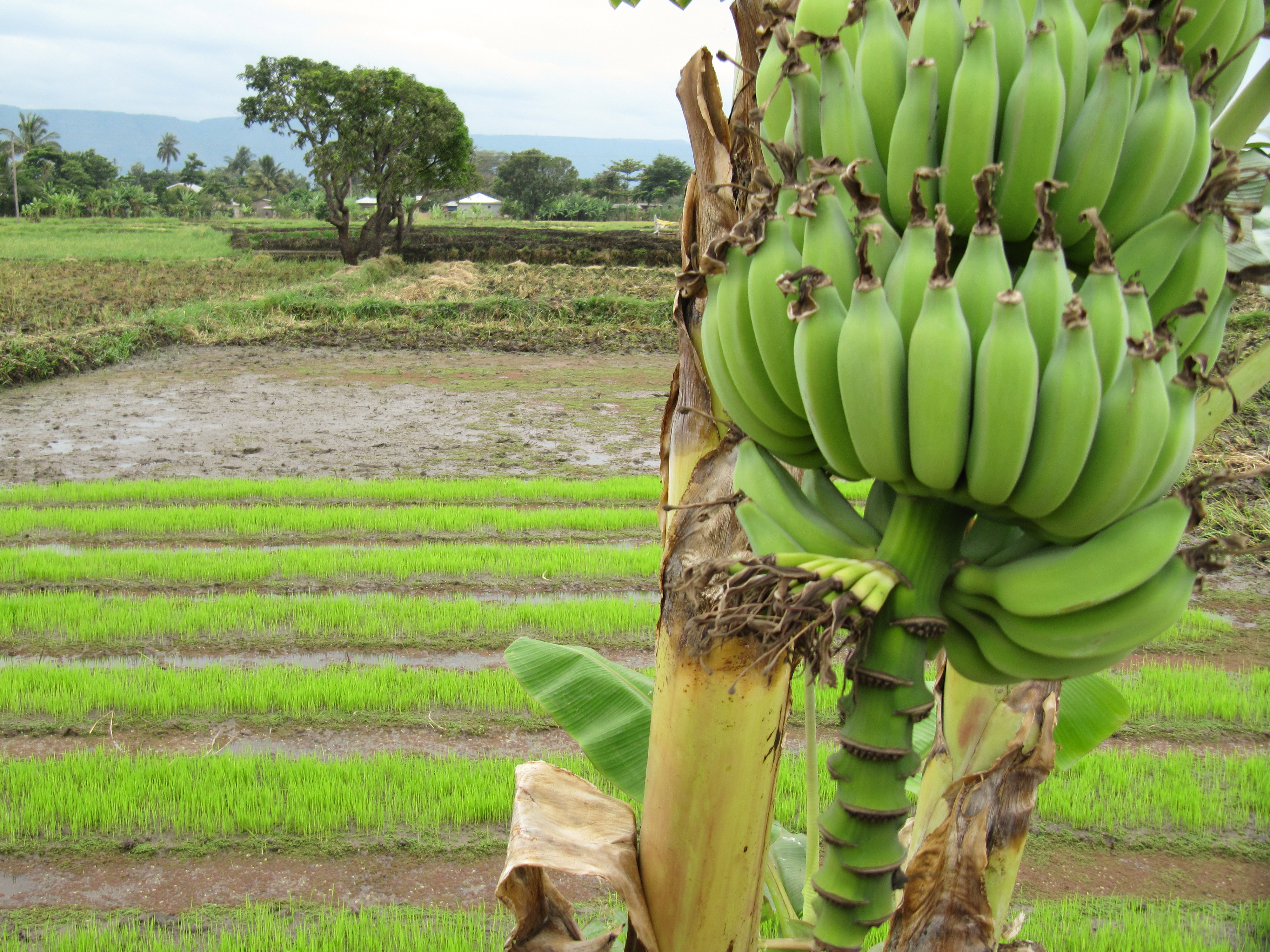
Banana
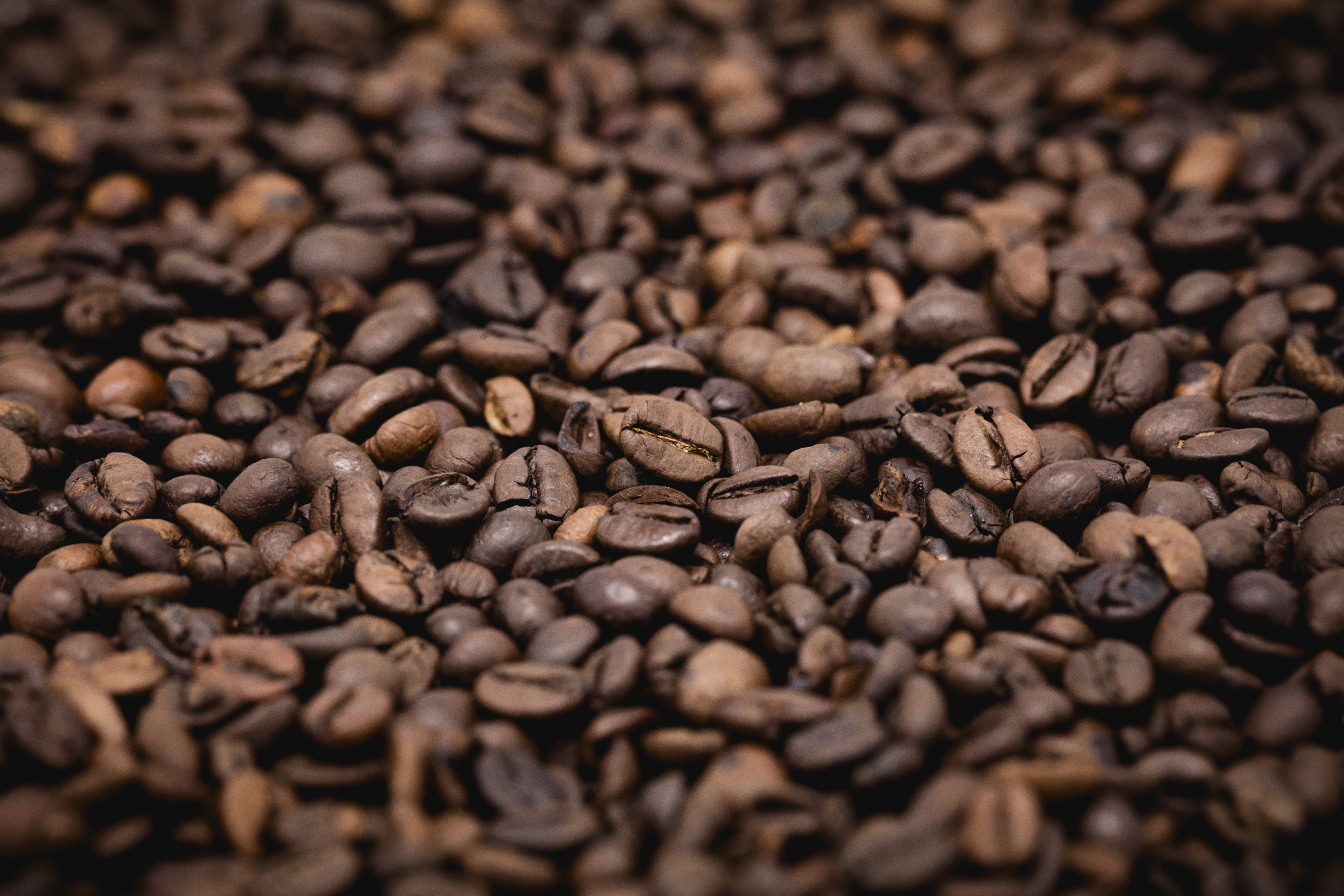
Boabe de cafea
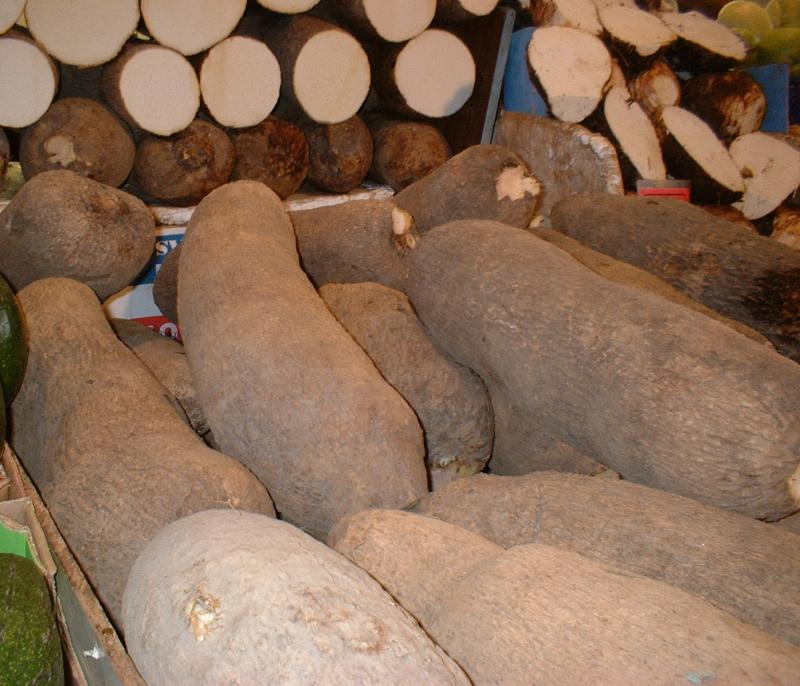
Ignamă

Pe continentul african, Valea Fluviului Nil a devenit emblemă Cornului Abundenței după Tigru și Eufrat. Multe pietre folosite la zdrobirea cerealelor au fost găsite în Egipt, datate din anii 7000 i.en. Totuși, spre deosebire de Mesopotamia, în Egipt, comunitățile agricole respective nu au rezistat constant, fiind abandonate ulterior. Agricultură permanentă avea să-și facă apariția abia în anii 6500 i.en.
Bananale  au fost domesticite pentru prima dată în Sud-Estul Asiei, în Papua Nouă Guinee, fiind redomesticite în Africa abia acum 5000 de ani.   
Boabele de cafea au fost domesticite în înălțimile Etiopiei de azi. 

### Americile

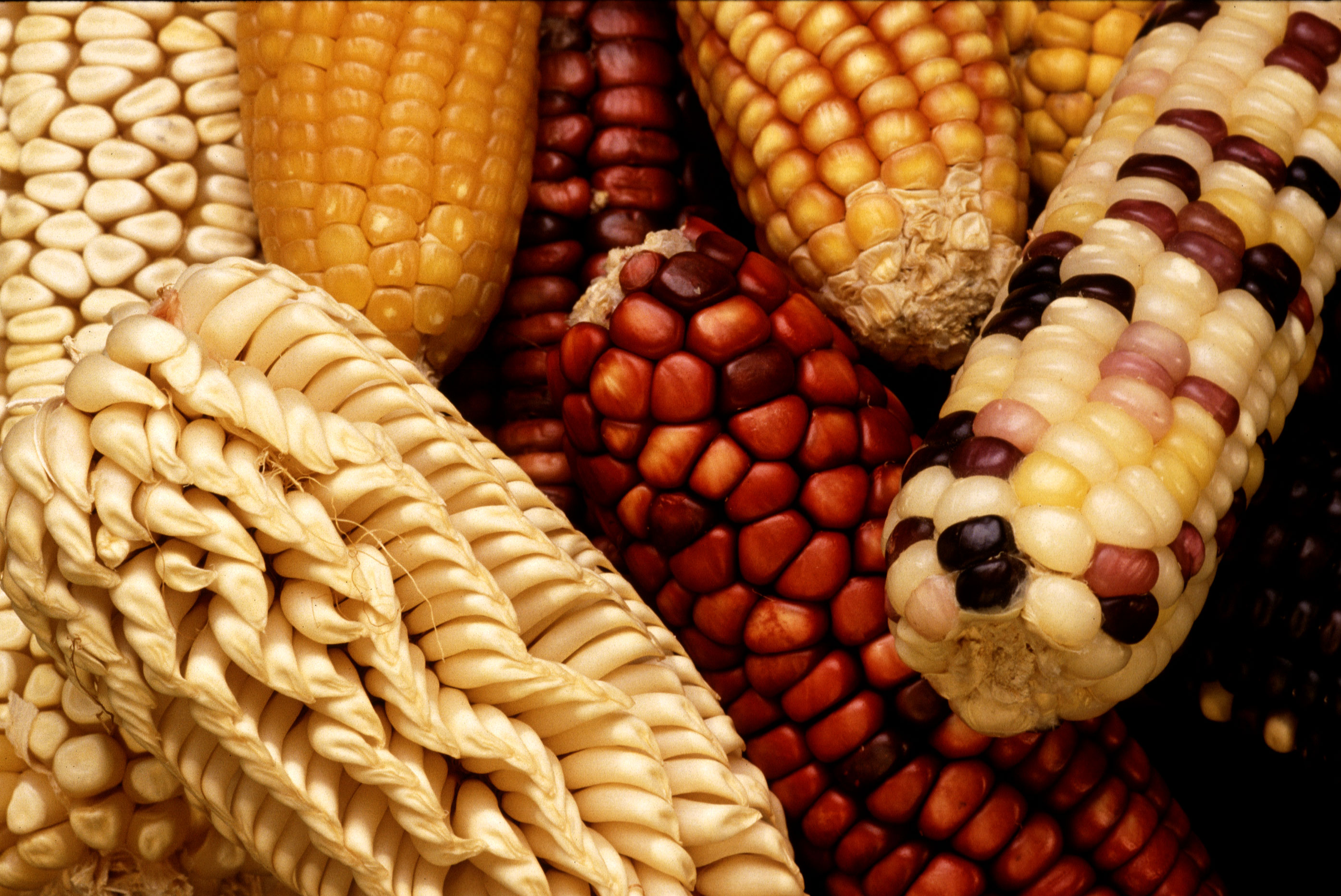
Porumbul, principalul tip de cereală domesticit din Americi
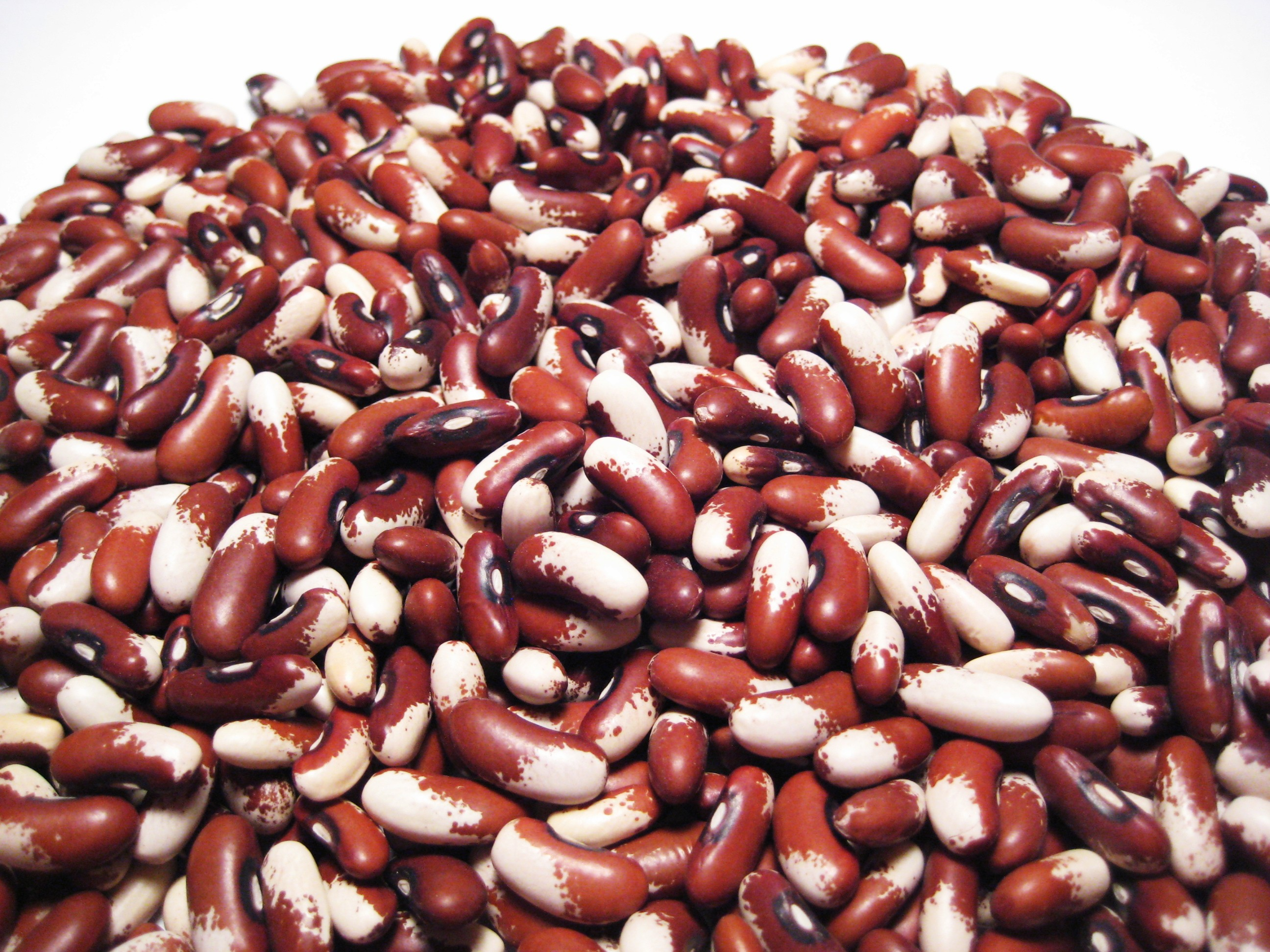
Boabe de fasole
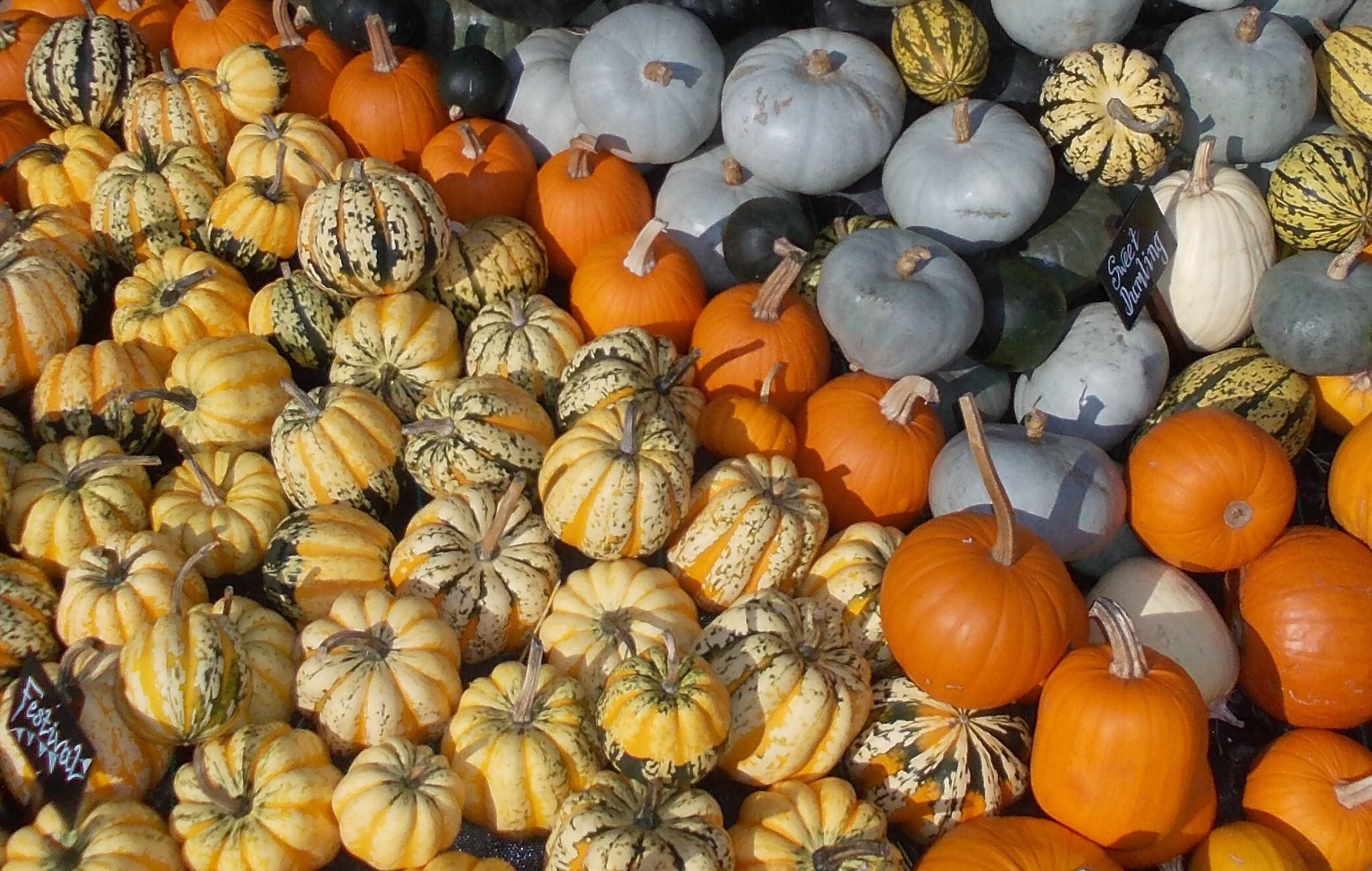
Dovleci
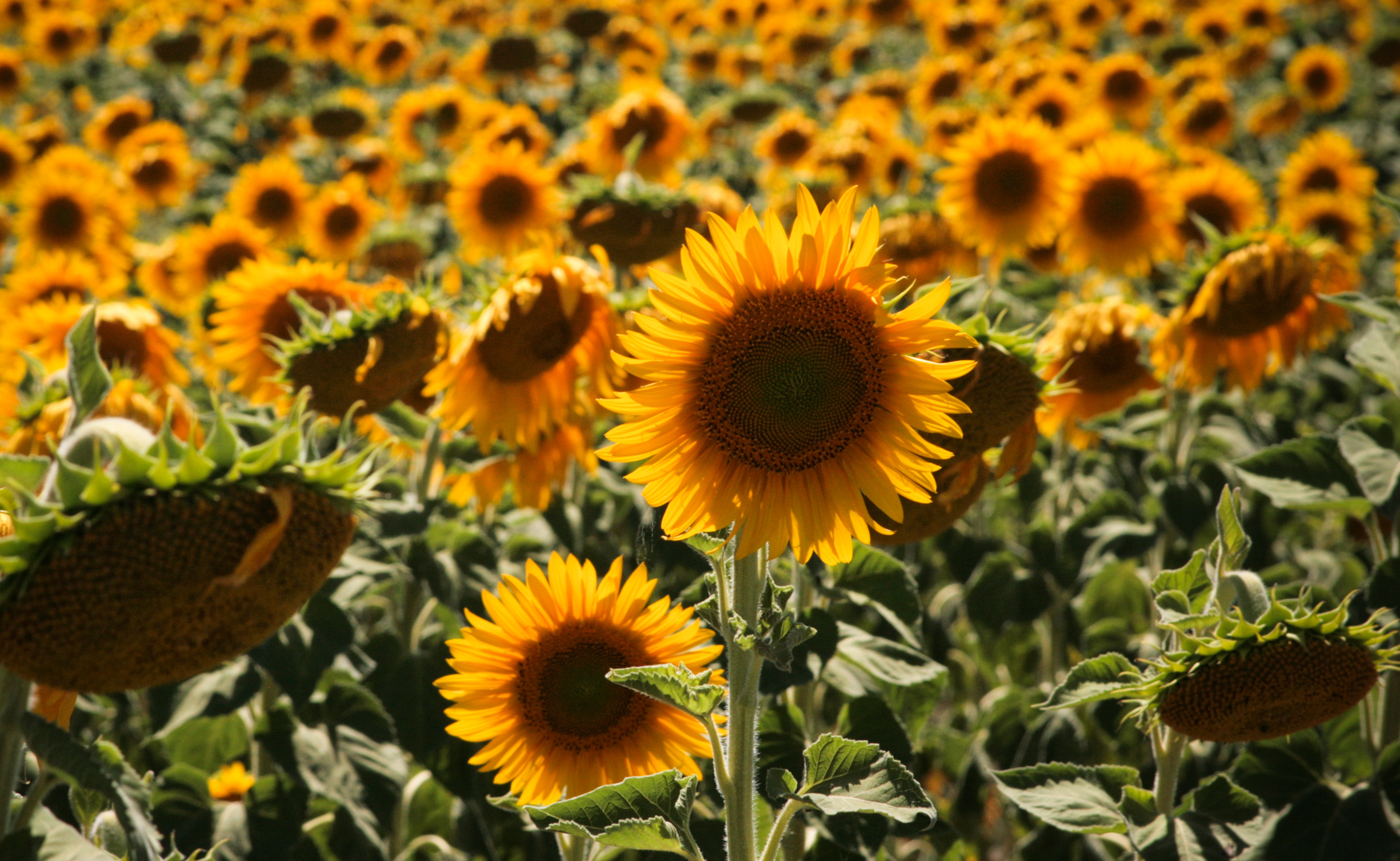
Floarea Soarelui
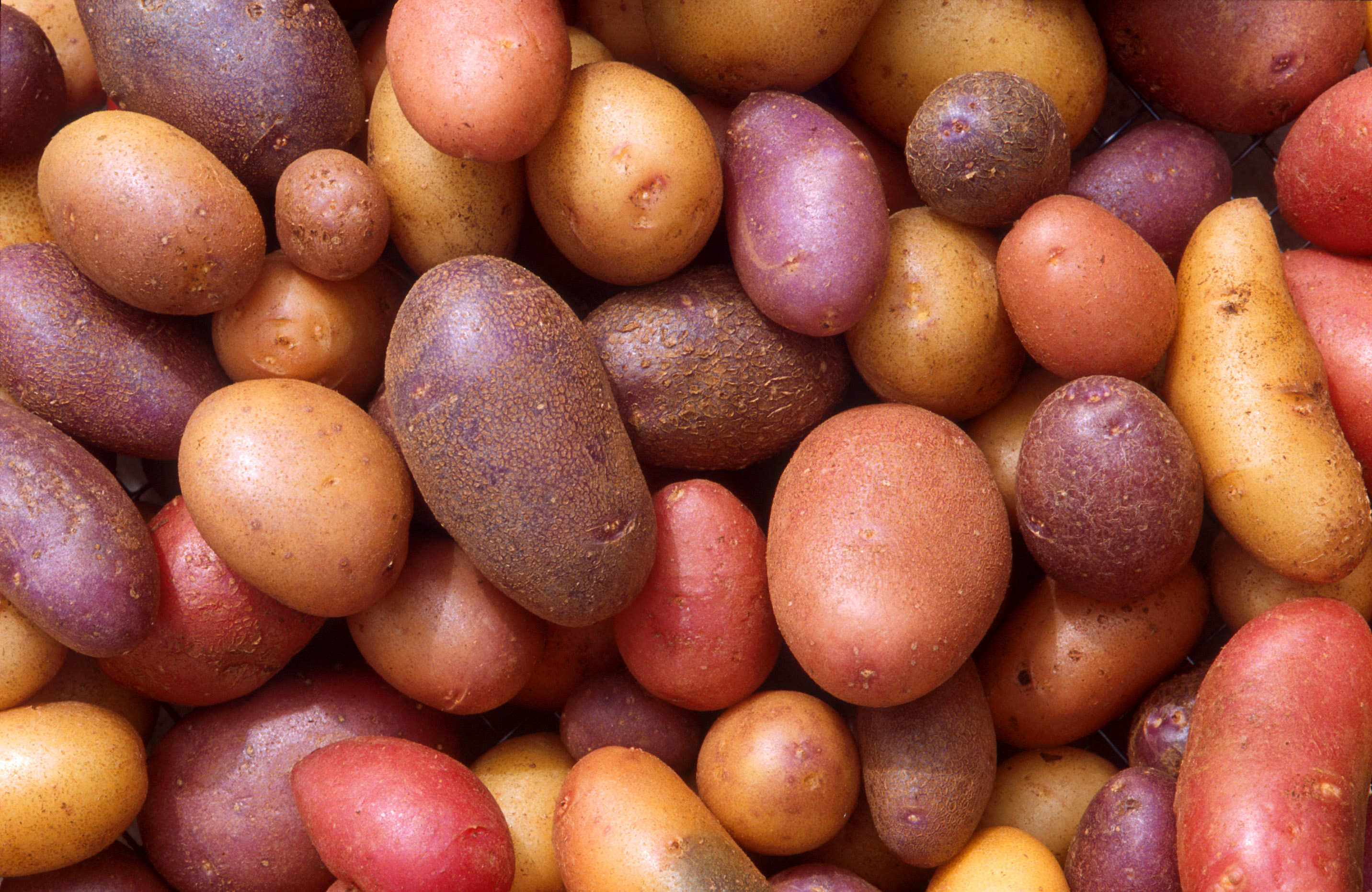
Cartofi

Porumbul, dovleacul și păstăile de fasole au fost domesticite și cultivate în Mesoamerica din anii 6000-4000 î.e.n. Cartofii au fost cultivați în America de Sud. Floarea-Soarelui a fost domesticită în anii 2500 î.e.n., în America de Nord.

## Domesticirea animalelor

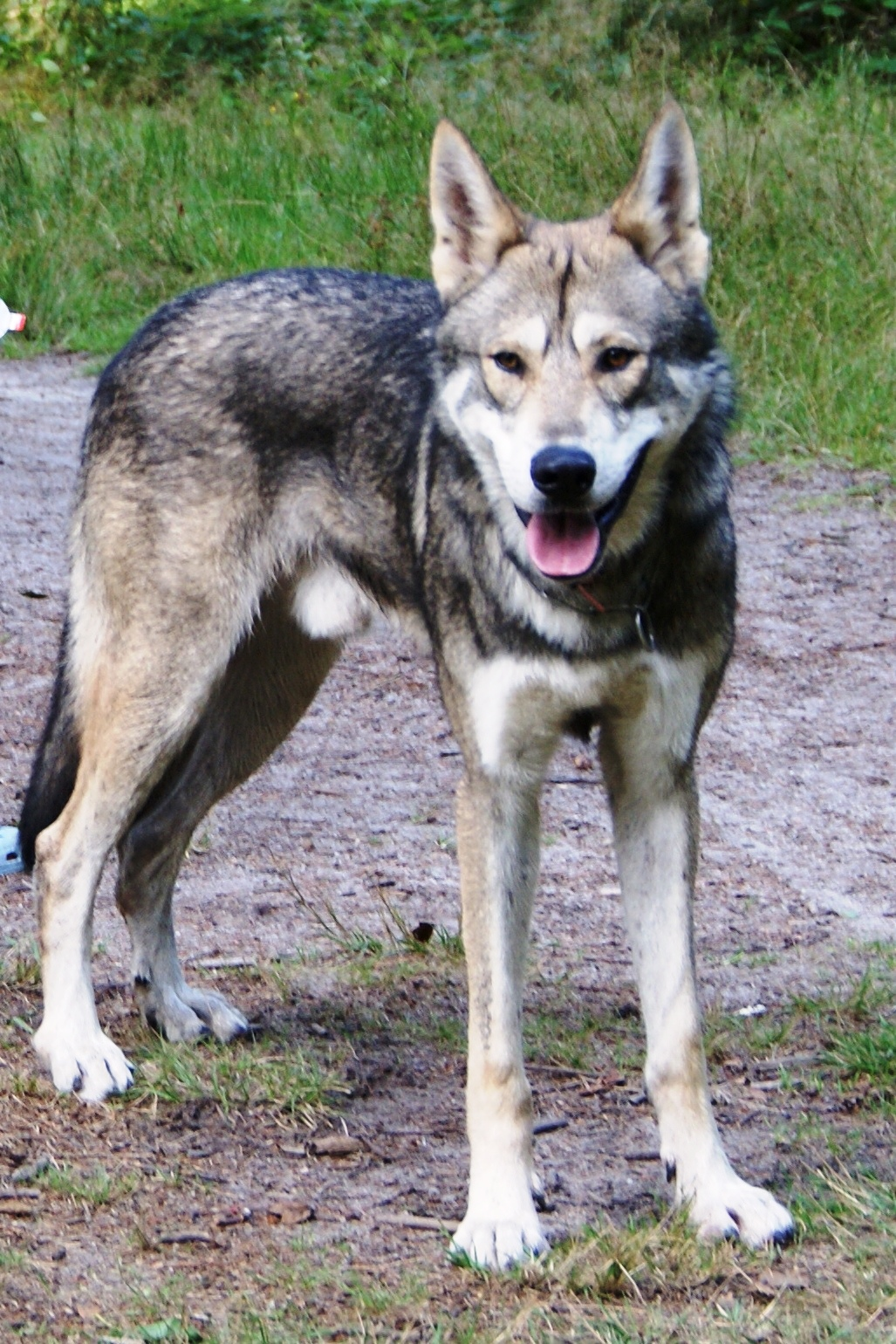
Lupul Cenușiu, despre care se speculează că ar fi primul animal domesticit de om, folosit de obicei la păzirea turmelor și locuinței

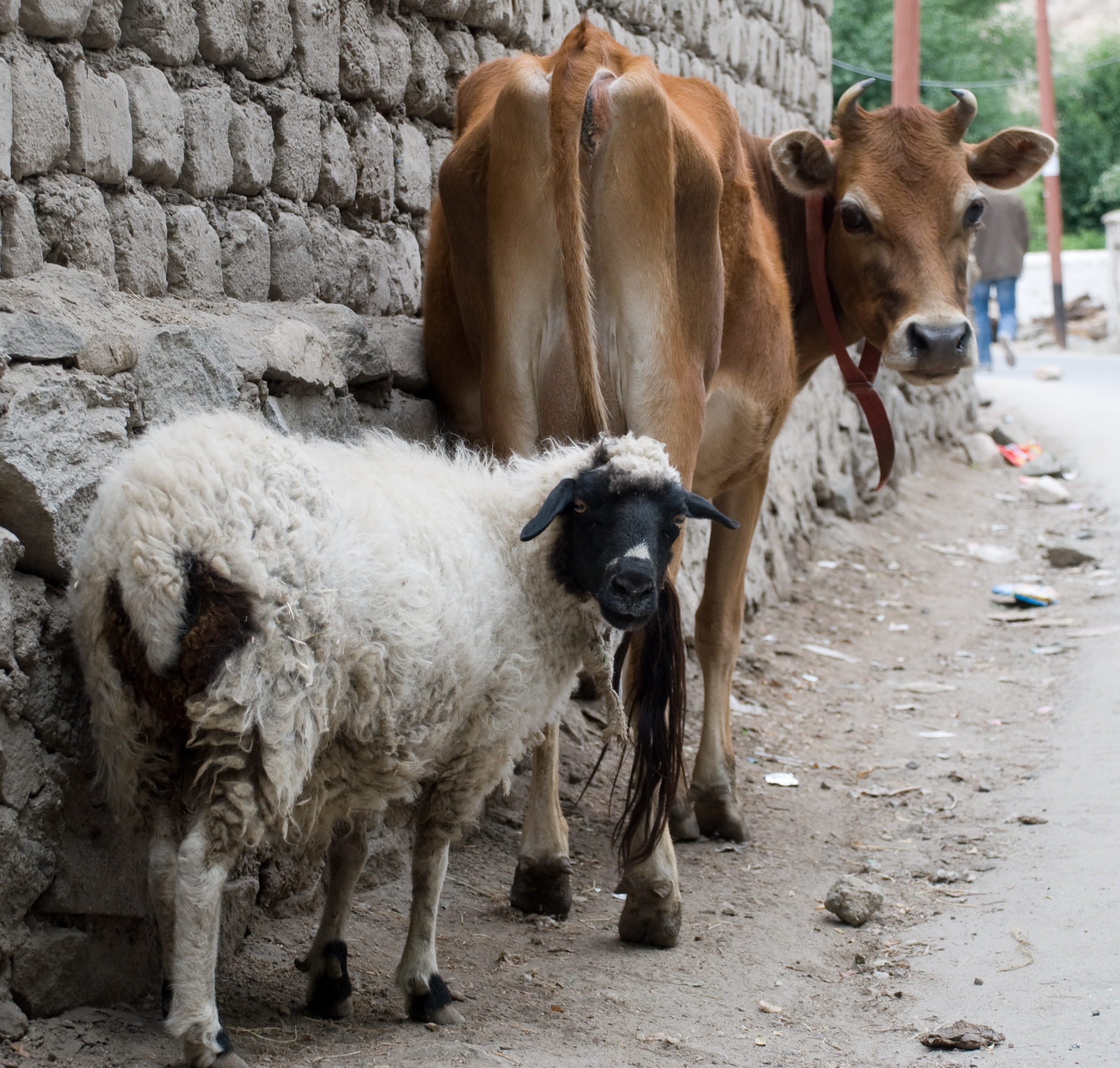
Oaie și vacă în India

Vânătoarea și culesul au fost înlocuite cu producția alimentară sedentară, fiind mult mai profitabil să menții animalele la îndemână. Devenise necesar să țină animale domesticite în apropierea sezarilor. 
Înălțimea, temperamentul, dietă, longevitatea au fost factori ce au influențat domesticirea acestora.
Câinii din Asia de Est au fost primele animale care au fost domesticite acum 15 000 de ani, fiind cel mai ușor să le fie cumpărată loialitatea prin hrănirea acestora, fiind cel mai atașat de om , folosit la paza turmei sau locuinței.  Au fost urmați de oi, găini, curcani, llame, dromaderi,  capre, cai, vaci și porci,animale care erau ușor de domesticit, cu valoare nutritivă mare, ușor de hrănit, care se reproduceau rapid și în număr mare, ușor de întreținut în captivitate și care erau inofensive. 
Animalele care ofereau lapte, ca vacile și caprele, erau o sursă de proteine de neînlocuit și foarte valoroasă. Mai erau animale care aveau abilitatea de a munci precum boii duși la plug, ce erau de asemenea și o sursă valoroasă de carne. 
Animalele mai ofereau piele, lână, blană pentru vestimentație și îngrășământ pentru cultivarea plantelor. 
Orientul Mijlociu a servit o sursă inestimabilă de animale variate ce puteau fi domesticite cu ușurință, precum oi, capre și porci.  Tot în această regiune au fost domesticiți și dromaderii și cămilele. 
Multe animale domesticite au fost selectate și încrucișate pentru a deveni mai mari ca mărime și mai supraponderale pentru a oferi cât mai multe calorii cum s-a întâmplat în Grecia unde s-au găsit dovezi arheologice care demonstrează că populația colecta și creștea melci.  
Henri Fleisch a descoperit urme de păstorit în regiunea Văii Bekaa din Liban, ceea ce sugera existența păstorilor timpurii.
Prezența animalelor le-au oferit regiunilor respective și populațiilor locale umane avantaje în dezvoltarea culturală și economică. Cum climatul din Orientul Mijociu era arid, mulți fermieri erau forțați să plece, luându-și animalele domestice cu ei. A urmat o emigrare masivă din Orientul Mijlociu, animalele respective fiind răspandite în toată Afroeurasia. 
Animalele nu erau doar o sursă de carne, ci și de piele, blănuri (din animale vânate sau domesticite), lână (oi, llama, capre din Angora),  lapte (capre, vaci, oi, cai, cămile), folosite pentru  tracțiune (boi, măgari, cai, cămile, câini) sau paza locuinței sau turmei (câinii).

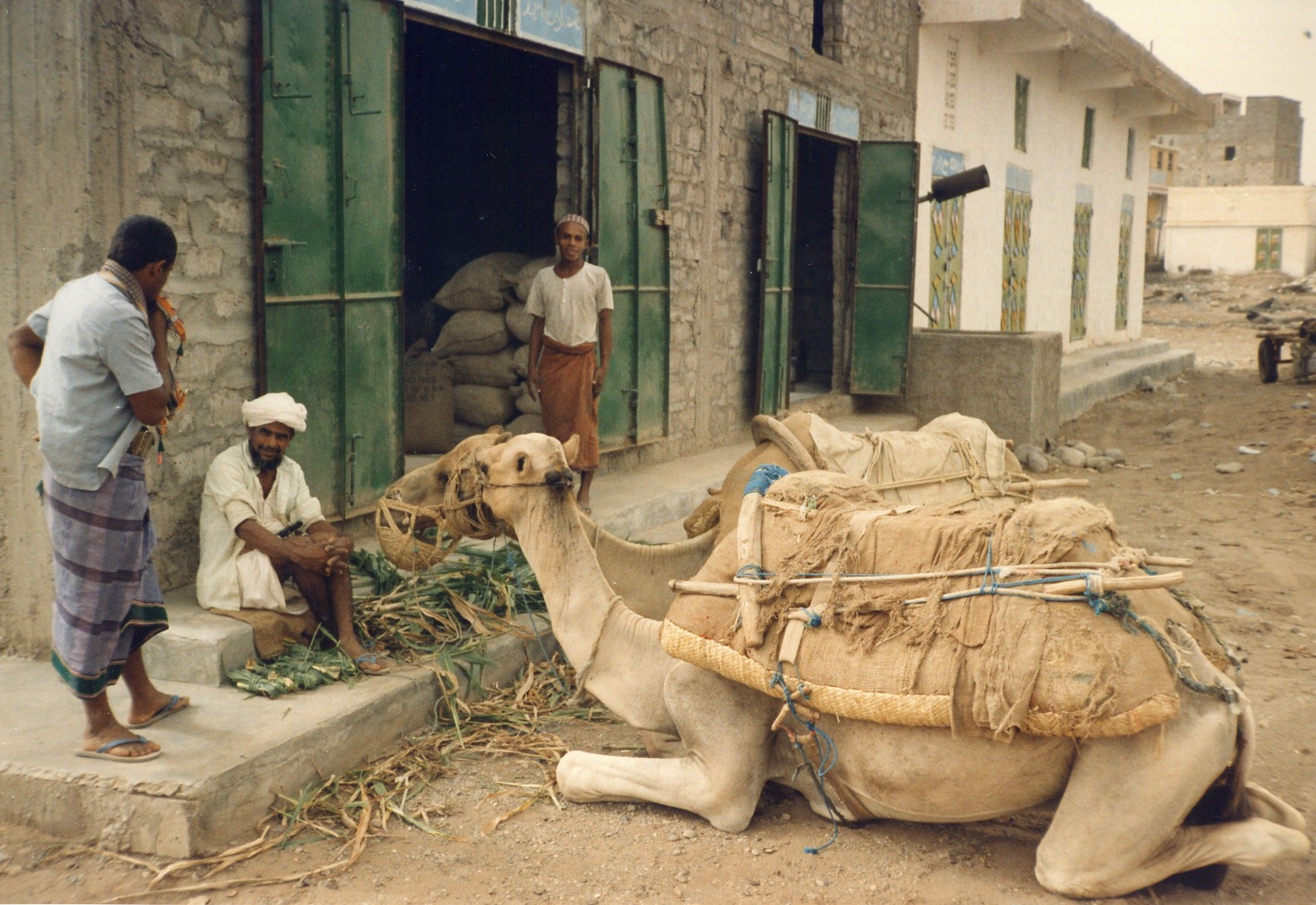
Dromader
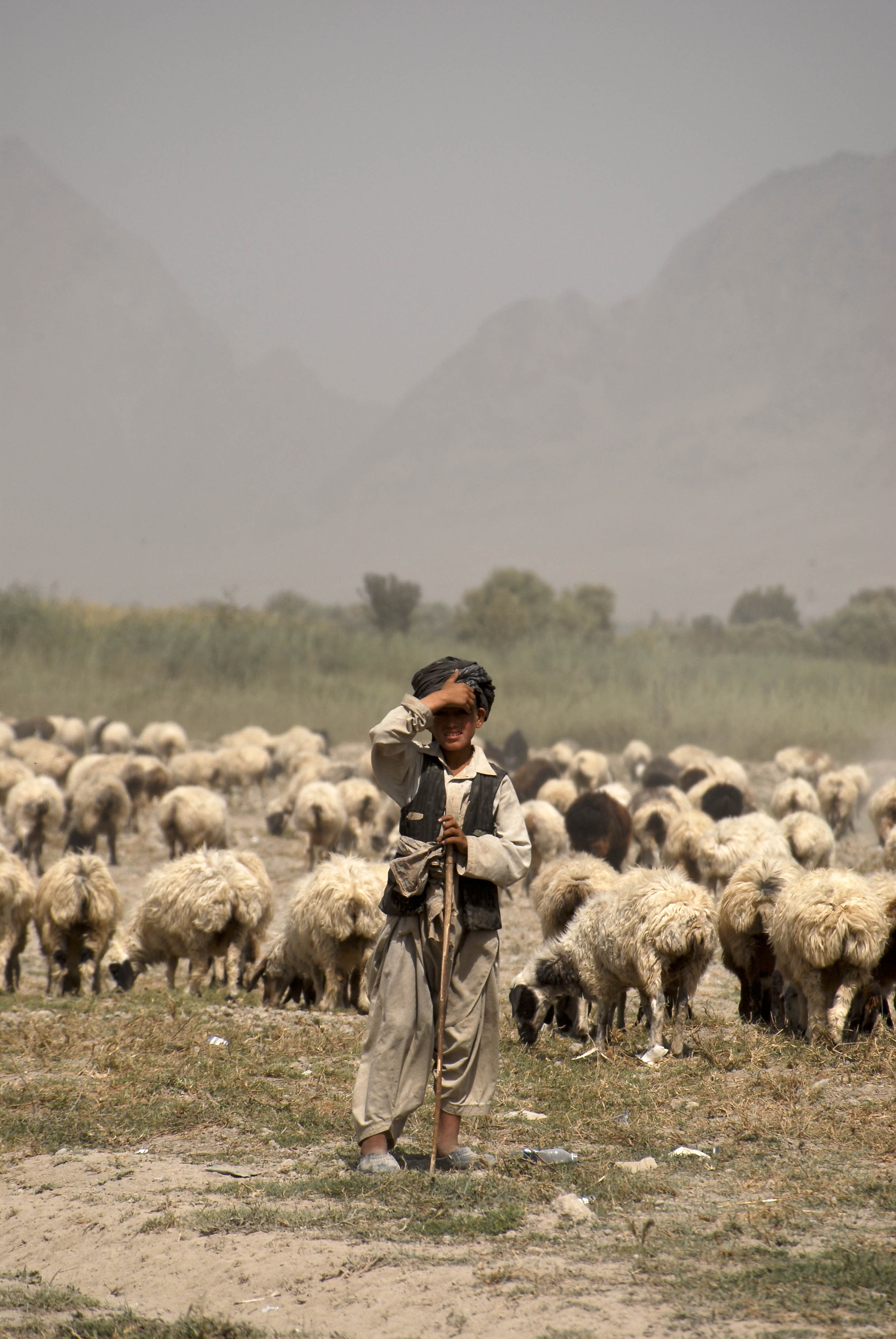
Un păstor afgan și turma sa de oi
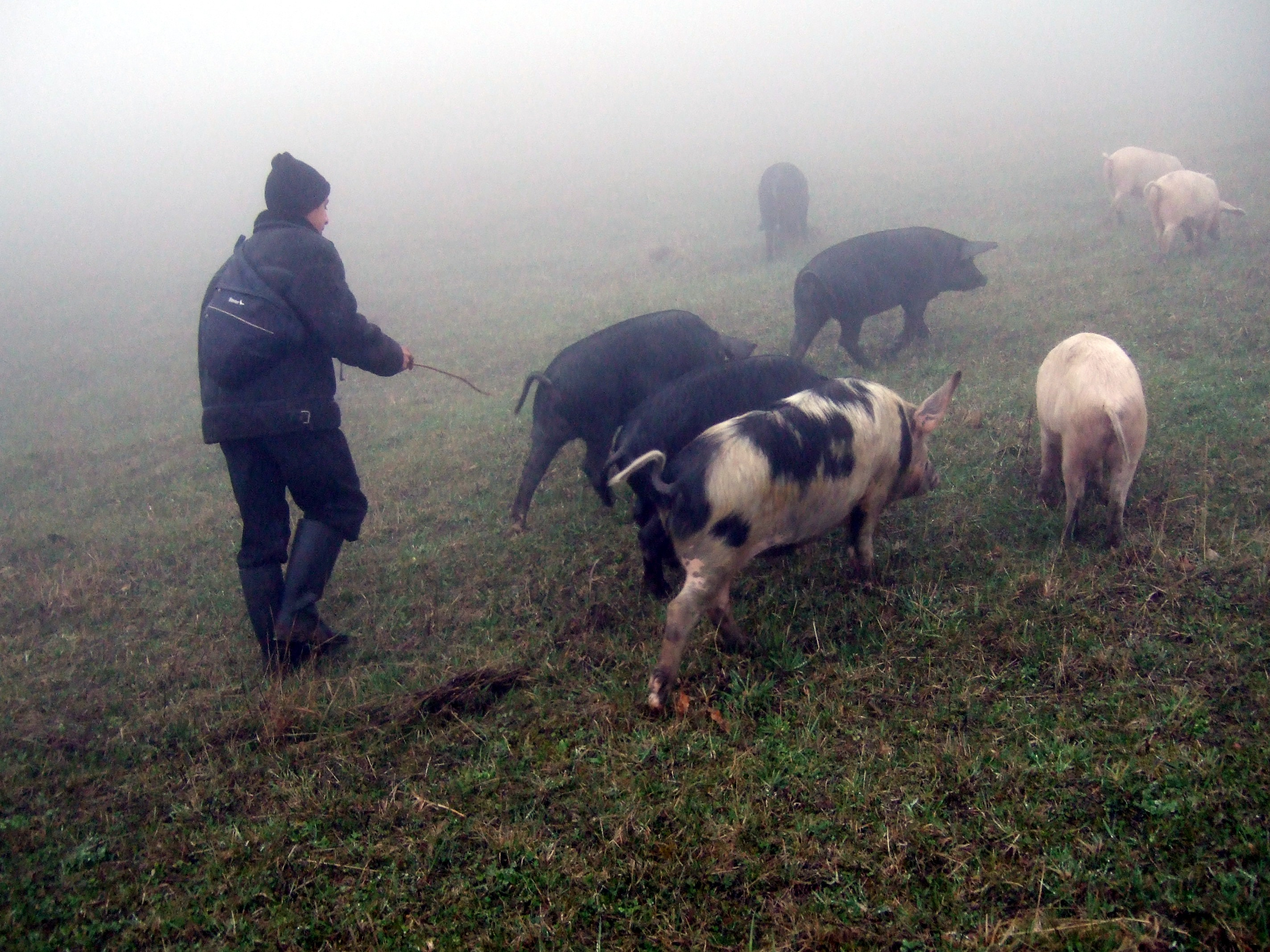
Porcii au rezultat în urma selecției mistreților primitivi domesticiti
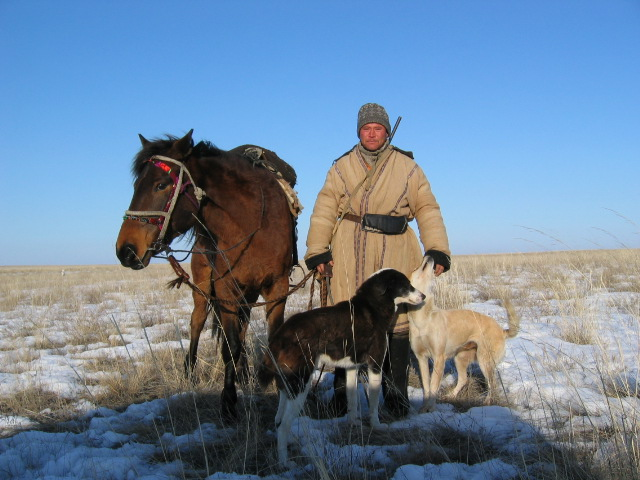
Păstor kazah cu câinele și calul său
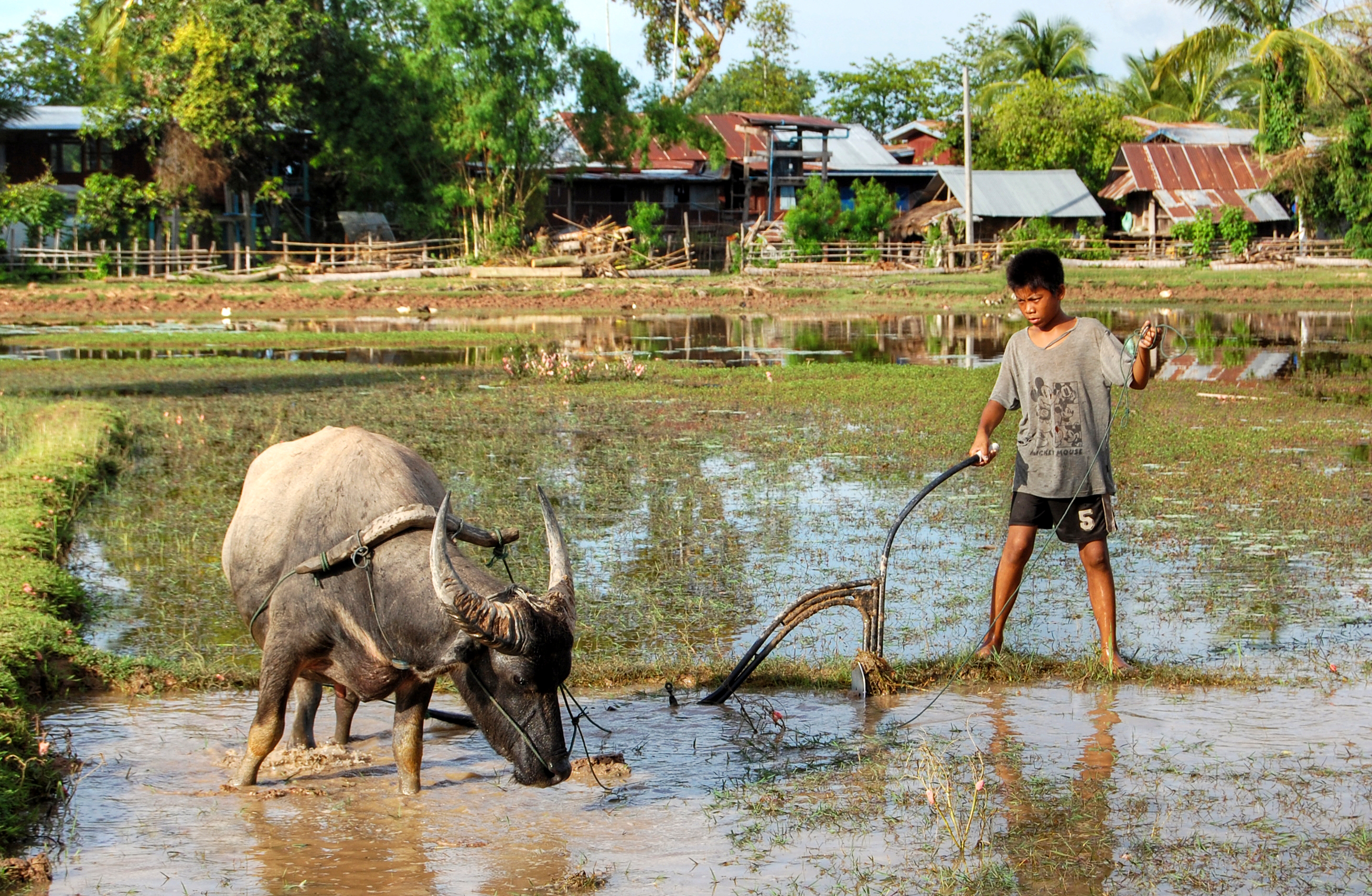
Bou dus cu plugul în Laos
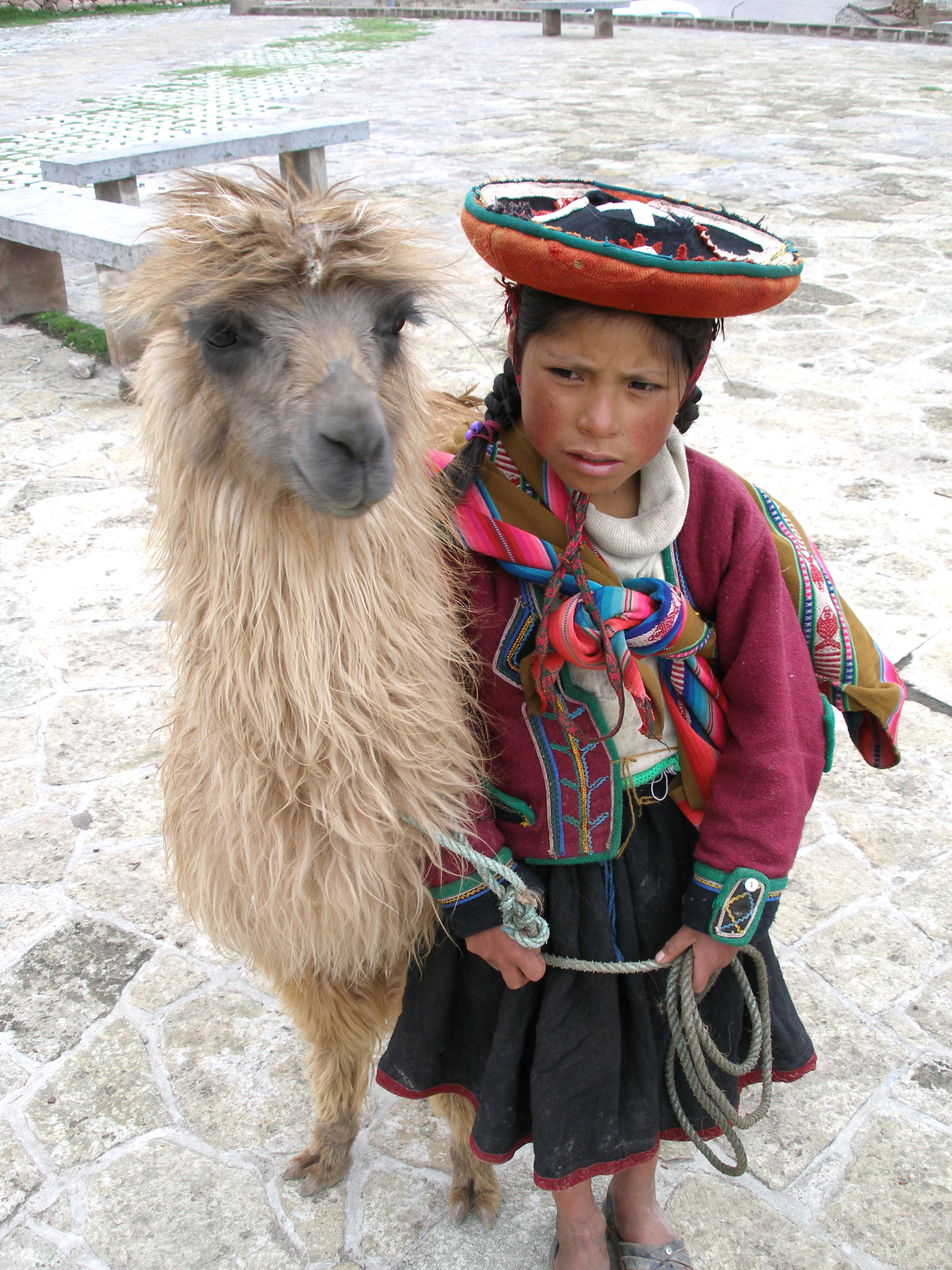
O fată din Peru cu o lamă

## Caracteristici culturale

### Organizarea socială

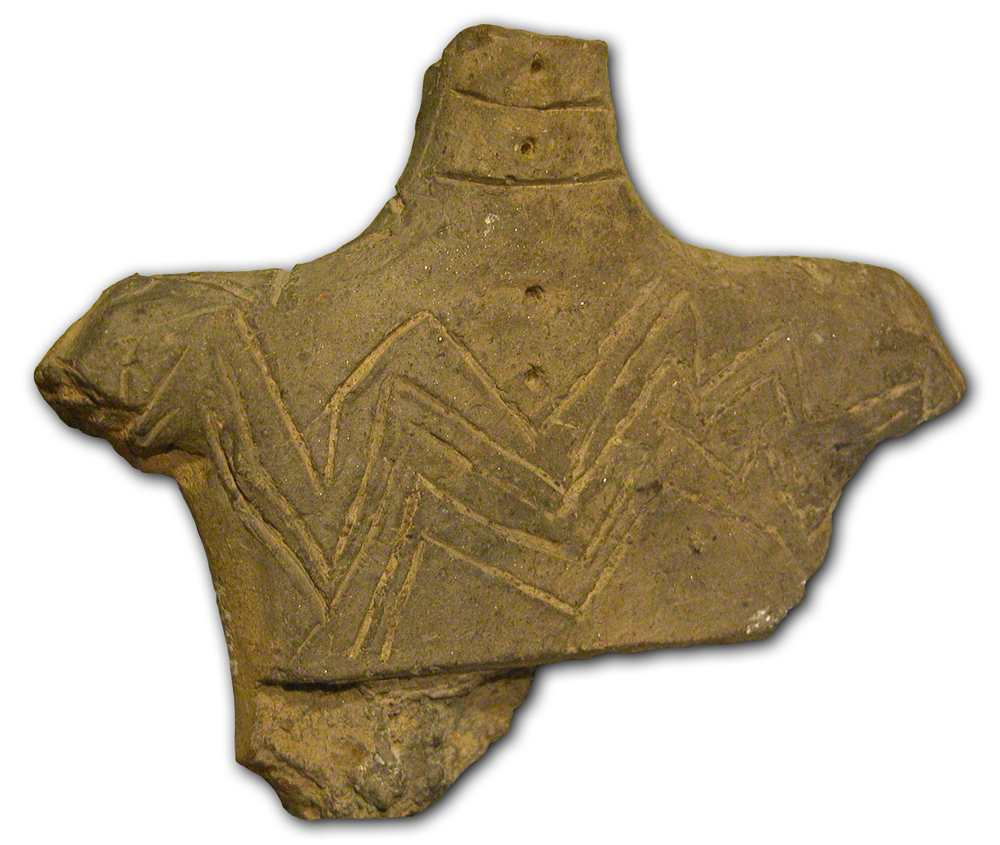
Figurile antropomorfe neolitice

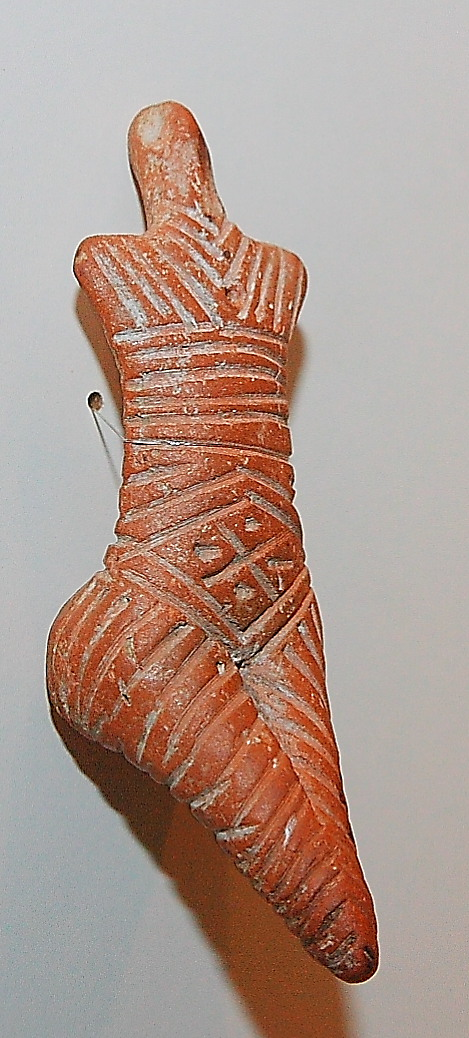
Figurină feminină din ceramică

De-a lungul neoliticului din Eurasia, oamenii locuiau în triburi mici cu descendente multiple. 
Există o evidență științifică a dezvoltării și stratificării sociale în societățile neolitice, stratificarea socială fiind asociată cu epoca târzie a bronzului.
Cu toate ca societățile neolitice euroasiatice au alcătuit un complex stratificat condus de căpetenii, statele s-au creat în Eurasia odată cu apariția metalurgiei. Multe dintre societățile neolitice erau simple sau egalitare.  
Dincolo de Eurasia, state aveau să se creeze la nivel local, precum civilizația Chico din Anzi, Peru. , civilizatia mezoamericana si Hawaii.  
Multe dintre societățile neolitice erau totuși mai ierarhizate decât culturile paleolitice. 
Domesticarea animalelor din anii 8000 î.e.n. a rezultat o inegalitate socială dramatică, exceptând Noua Guinee.
Apărea conceptul de proprietate, avere, cireadă și gospodărie. Posesiunea septelurilor permitea competiția dintre gospodării, rezultând moșteniri inegale de averi. 
Păstorii care controlau cele mai mari cirezi obțineau și mai multe cirezi, iar inegalitățile economice erau și mai pronunțate. 
Totuși, evidența inegalității sociale e încă disputată, având în vedere că așezările ca Catal Huyuk dezvăluie o lipsă izbitoare de diferență în ceea ce privește dimensiunile caselor și locurilor de înmormântare, sugerând o societate mai egalitară, fără dovezi ale conceptului de capital, deși unele case apar puțin mai mari sau mai bine decorate, mai precis decât altele.
Familiile și gospodăriile erau încă independente economic, gospodăria fiind centrul vieții cotidiene. 
Escavațiile din Europa Centrală dezvăluie o cultură de ceramică lineară, caracterizată prin șanțuri circulare, movile funerare din anii  4800-4600 î.e.n., presupunând timp și muncă pentru a le construi, ceea ce sugerează că unii indivizi începeau să aibă mai multă influență și control asupra altor indivizi pentru a organiza și manageria proiectele de construcție. Există însă posibilitatea că lucrătorii să fi fost pur și simplu voluntari și non-ierarhizați. 
S-au construit așezări fortificate în regiunea Rinului, unele sate fiind fortificate cu palisade și șanțuri.
Așezările cu palisade și oasele sfărâmate de obiecte ascuțite indică dovezi că existau războaie violente între grupuri în perioada neolitica. This supplanted an earlier view of the Linear Pottery Culture as living a "peaceful, unfortified lifestyle".
Controlarea muncitorilor, ierarhizarea și conflictul dintre grupuri sunt caracteristici ale triburilor cu rang social care îl aveau în frunte pe un individ carismatic, un lider, o căpetenie, care își transmitea funcția prin descendență ereditară.
Marxiștii au creat o teorie că comunitățile neolitice erau egalitare, fiind un comunism primitiv.

### Adăpost și sedentarism

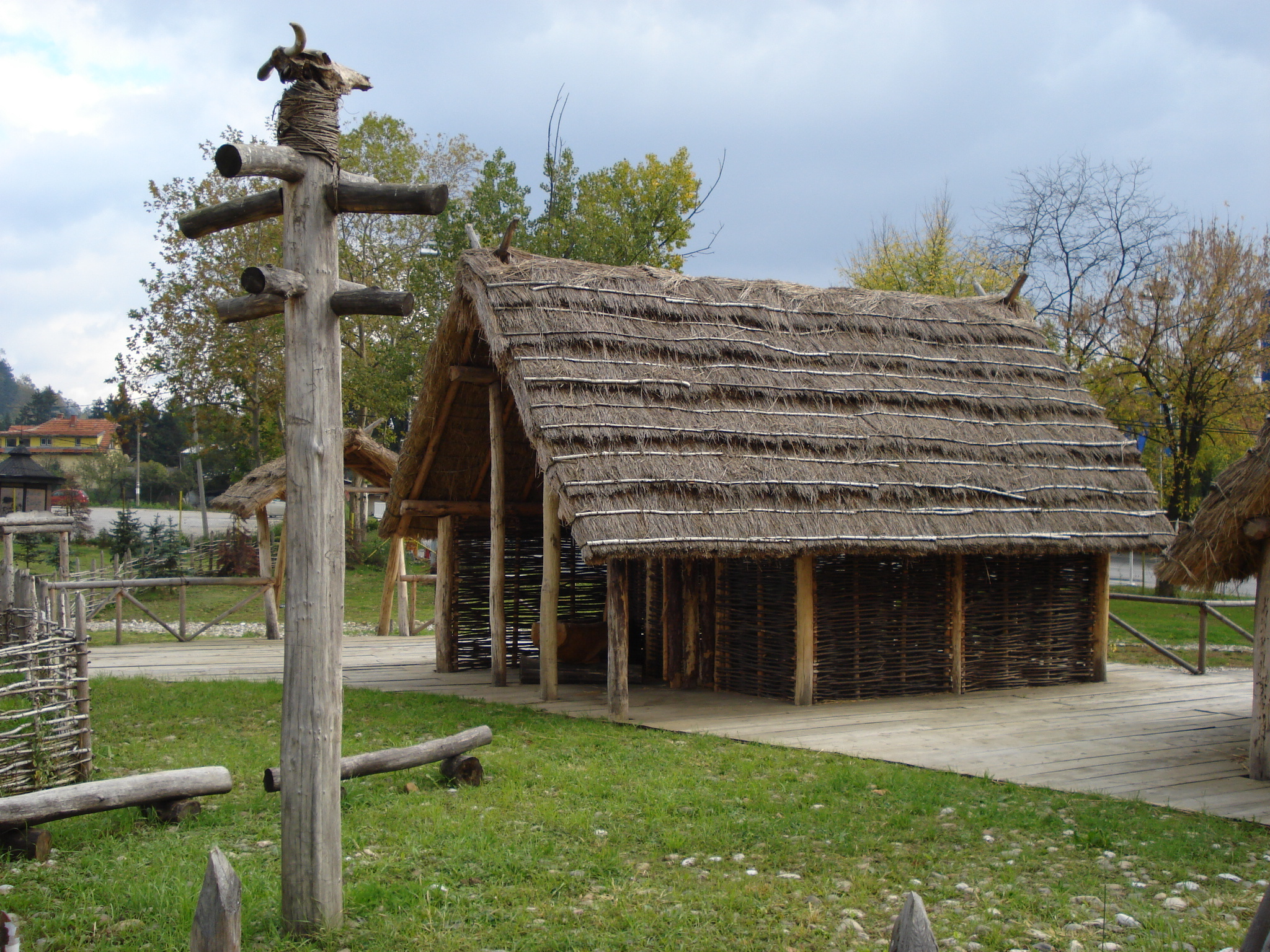
Locuință neolitică reconstruită din Tuzla, Bosnia și Herțegovina

Adăpostul oamenilor timpurii s-a schimbat dramatic de la Paleoliticul superior în epoca neoliticului. În paleolitic, oamenii nu trăiau în mod normal în construcții permanente. În neolitic, au început să apară case din cărămidă de noroi care au fost acoperite cu ipsos. Aparitia agriculturii a făcut posibile casele permanente. Portierele au fost făcute pe acoperiș, cu scări poziționate atât la interior cât și la exteriorul caselor.  Acoperișul era susținut de grinzi din interior. Terenul grosier era acoperit de platforme, covorașe și piei pe care locuiau rezidenții. Așezările au fost frecvente în regiunea Alpină. Rămășițe au fost găsite la Mlaștile Ljubljana din Slovenia. 

### Îmbrăcăminte
Cele mai multe îmbrăcăminți par să fie confecționate din piele de animale, așa cum indică descoperirile unui număr mare de pini de os, care sunt ideale pentru fixarea pielii. Lenjeria din lână și pânză ar fi putut deveni disponibilă în timpul neoliticului ulterior după cum sugerează descoperirile de pietre perforate care ar fi putut servi drept ac pentru țesut. Îmbrăcămintea purtată în epoca neolitică ar putea fi similară cu cea purtată de Ötzi , deși nu era neolitic (din moment ce a aparținut epocii de cupru).

### Tehnologia
Caracteristica identificatoare a tehnologiei neolitice este utilizarea unor unelte de piatră lustruite sau măcinate, spre deosebire de uneltele de piatră din epoca paleoliticului.
Oamenii neolitici erau fermieri pricepuți, care fabricau o serie de instrumente necesare pentru  recoltarea și prelucrarea culturilor (cum ar fi  secera, lame și piatră de măcinat) și producția de recipiente pentru produse alimentare (de exemplu: vasele de ceramică , instrumente osoase). Au fost, de asemenea, producători pricepuți ai unei serii de alte tipuri de unelte și ornamente din piatră, inclusiv proiectile , mărgele și statui. Dar ceea ce a permis defrișarea pe scară largă a fost toporul de piatră care era deasupra tuturor celorlalte unelte. Fabricarea lemnului pentru adăpost sau bărcile a permis oamenilor să exploateze terenurile lor noi câștigate.
Popoarele neolitice din Levant, Anatolia, Siria, nordul Mesopotamiei și Asia Centrală, au fost, de asemenea, construitori, folosind cărămidă de noroi pentru a construi case și sate. La Çatalhöyük, casele au fost editate și pictate cu scene elaborate de oameni și animale. În Europa, au fost construite case lungi și morminte pentru morți. Aceste morminte sunt deosebit de numeroase în Irlanda. Oamenii neolitici din Insulele Britanice au construit baraca lungă și mormântul de cameră pentru morți. S-au găsit modalități de conservare a alimentelor pentru lunile viitoare, cum ar fi fabricarea containerelor relativ etanșe și utilizarea substanțelor precum sare pentru conservare.
Popoarele din America și Pacific au păstrat în cea mai mare parte nivelul neolitic până la momentul contactului cu europenii. Dintre excepții fac parte capetele de cupru și sulița din regiunea Marilor Lacuri din America de Nord.